# 日本
日本國（日语：／ nippon koku, nihon koku ?），通稱日本，是位於東亞的島嶼國家，由北海道、本州、四國、九州等14,125座島嶼組成，总面積約37.8万平方公里。國土全境被太平洋及鄂霍次克海、日本海、东海等陆缘海環抱，西鄰朝鮮半島以及俄屬遠東，東北接千島群島，西南以琉球群島面臺灣與中国大陆。人口達1.241億，居於世界各國第11位，主要聚集在北海道、本州、四國、九州等本土4島的大都市；當中逾3,500萬人居住於首都東京及周邊數縣構成的首都圈，為目前世界上最大的都市圈。政治上施行单一制及议会制君主立宪制，君主天皇為國家及國民團結的象徵，實際的政治權力則由國會、以及首相所領導的內閣掌管。  
日本傳統上認為建國於公元前660年2月11日，其皇室號稱「萬世一系」未曾更迭。4世紀左右，日本出現首個統一政權，其後於大化革新確立以天皇為首的政治體制，效法中國隋唐的制度與文化，融入漢字文化圈的習俗與價值觀，對日本造成了深遠影響。12世紀末，日本開始6百多年的武家政權時代，各地大名（武士勢力）主導政治，天皇僅為名義上的天下共主；此時期依幕府開設時間分為鎌倉、室町、江戶等3大時代，期間包含政治紛亂的南北朝、戰國及安土桃山時代。17世紀起，江戶幕府治下的日本實行鎖國政策長達2百年，直到1854年發生黑船來航為止；被迫開國後，日本國內有志之士提出「尊王攘夷」等號召，江戶幕府在政治壓力下，將政權交還給天皇。經歷短暫內戰後，日本進行明治維新，整頓內政與富國強兵的政策主導近代日本的開端；經歷各領域的現代化改革、以及對外擴張領土後，進入20世紀時，日本成為東方世界唯一能和西方列強爭霸的大國。1920年代一戰後短暫經歷大正民主時期，到1930年代政局落入軍部控制，走向法西斯化，首先在1931年展開對中國的長期戰爭，1940年进一步与德意两国结盟成为二戰轴心国，為二戰亞太戰場的主要侵略方，但於1945年被同盟國擊敗投降。戰後的日本在盟軍主導下進行國家整體改造，政治上實施內閣制，天皇成為虚位元首；同時在戰後憲法第九條中放棄發動戰爭的權利，僅擁有自衛隊作為被動防禦之武裝力量。此後的日本全力發展經濟，實現經濟高速增長，使其成為亞洲最早的已開發國家，經濟體量在1980年代僅次美國達到世界第二。
日本現今是世界第四大經濟體，亦為七大工業國組織成員，与美国同为仅有两个人口过亿的已開發國家，主要奠基於日本經濟在二戰後的巨幅增長。現時日本的科研能力、工業基礎和製造業技術均位居世界前列，並為世界第四大出口國和進口國。20世纪后期，日本GDP一度達到美國的7成；但在1990年代经历经济泡沫破裂，從此長期陷入經濟低度成長，同時面臨少子化和老龄化等日益嚴重的人口問題。至2022年，日本的国内生产总值依國際匯率可兌換成為約4.1萬億美元，人均國民收入在33,800美元左右，人類發展指數亦在最高群組行列。

## 國名
日語中「日本」一詞有多種讀法，一般讀作「 Nippon」或「 Nihon」。時至今日，日本政府並無规定其标准读音，因此两种读法并存。日本的意思為“朝阳升起的地方”，泛指東方。在《万叶集》及《源氏物語》中都有出現；後來受到漢文化的影響，此名詞的發音由训读改為今日的音读。由於日本國土地處中國東面的海洋上，故此中文使用上又稱其為「東瀛」或「東洋」。中國古籍亦以「扶桑」或「倭國」稱呼，當時日本以大和（やまと）自稱。《旧唐書·東夷傳》《新唐書·日本傳》記載：咸亨元年（670年），日本遣使入唐，使者自言「因近日出，以為名。」一般學界普遍認為是從西元689年天武天皇的實驗性律法《飛鳥淨御原令》將國名正式從「倭國」改成「日本」，君主稱號從「大王」改成「天皇」才誕生。到了西元703年（大宝3年)，國際正式承認國名。

## 历史

### 史前及原始時代
已知最早的日本人類化石可追溯到3萬年前。今日的考古學證據則表明，古代日本的原住民为绳纹人，公元前三世纪，东北亚和东亚遷徙而來的各民族与原住民融合，逐渐形成今天的大和民族。大約在公元前一萬年開始，日本進入新石器時期，是為繩紋時代（公元前一萬年至公元前3世紀）和彌生時代（公元前3世紀至公元3世紀）。
伴隨著從東亞遷入日本的渡來人，日本在彌生時代初期出現陶器、鐵、銅器以及水田等文化，逐漸成為一個農業社會，同時一些如奴国等的小國也開始與中國發展外交關係。

### 古代

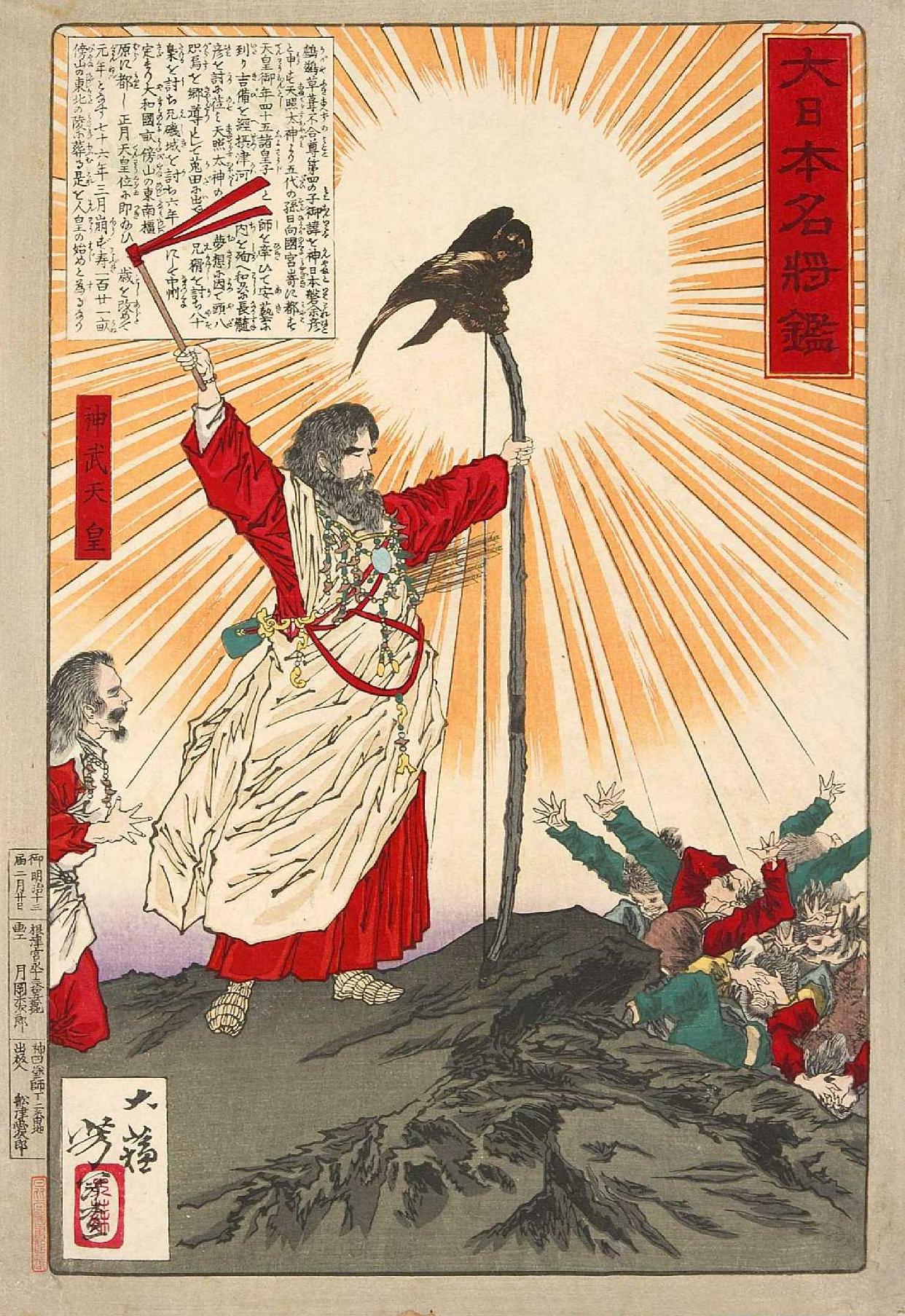
神武天皇東征

在《日本書紀》中，依據神話天照大神的後裔神武天皇於辛酉年舊曆一月一日（公元前660年2月11日）即位為初代天皇、並建立日本國。現今日本國的建國紀念日即依此而定為2月11日。
《三國志》記載三國時代日本古稱倭，當時與中國有朝見關係者有三十餘個部落，其中被推為共主最有聲望的是邪馬台國的女王卑彌呼。公元239年六月，倭女王遣使至帶方郡要求至京城朝獻魏國天子。
日本朝廷一直透過朝鮮半島的諸國吸收來自於亞洲大陸的文化。587年，豪族蘇我氏的頭目蘇我馬子擊敗物部守屋，又在592年暗殺崇峻天皇、立女皇推古天皇為帝，聖德太子攝政，日本進入飛鳥時代。聖德太子制定官位十二階，并頒布憲法十七条，嘗試建立一個以天皇為中心的國家。聖德太子過世後，蘇我氏長期掌權。645年，中大兄皇子和中臣鐮足暗殺蘇我入鹿，掌握政權，是為「乙巳之變」。中大兄皇子擁立孝德天皇即位，推動大化革新等改革，仿效中国唐朝的政治制度，建立了一個中央集权的君主制的國家。710年，元明天皇遷都平城京，日本進入奈良時代，律令制國家也日益成熟。朝廷的版圖在這時也逐漸擴張，征服东北地方部分地區和南九州。
奈良時代後期，由于贵族权力超越皇权，政局動蕩，君主制松弛。794年，桓武天皇遷都平安京（現在的京都府-京都），此後到1192年成立鎌倉幕府的這段期間是為平安時代，日語假名以及國風文化在此時代成形。嵯峨天皇时期的《新撰姓氏錄》记录居住在京都及畿內的1182个氏族，其中「漢」為163氏，「百濟」為104氏，「高句麗」為41氏，「新羅」為9氏，「伽倻」為9氏。
平安時代末期，本依附于贵族的武士阶级迅速崛起，出現以東國為勢力范圍的源氏和以西国為勢力範圍的平氏兩個龐大的武家勢力，1159年，發生平治之亂，源氏實力雖遭遇很大削弱，但在東國仍擁有強大實力，國家內部因為割據有源平二氏及奧州藤原氏等勢力，加上各界不滿架空朝廷的太政大臣平清盛專橫擅政而內戰頻仍。經過長期的源平合戰，平氏被趕出京都，將朝廷遷往福原京，之後於1185年在壇之浦之戰中徹底覆滅。

### 幕府時代

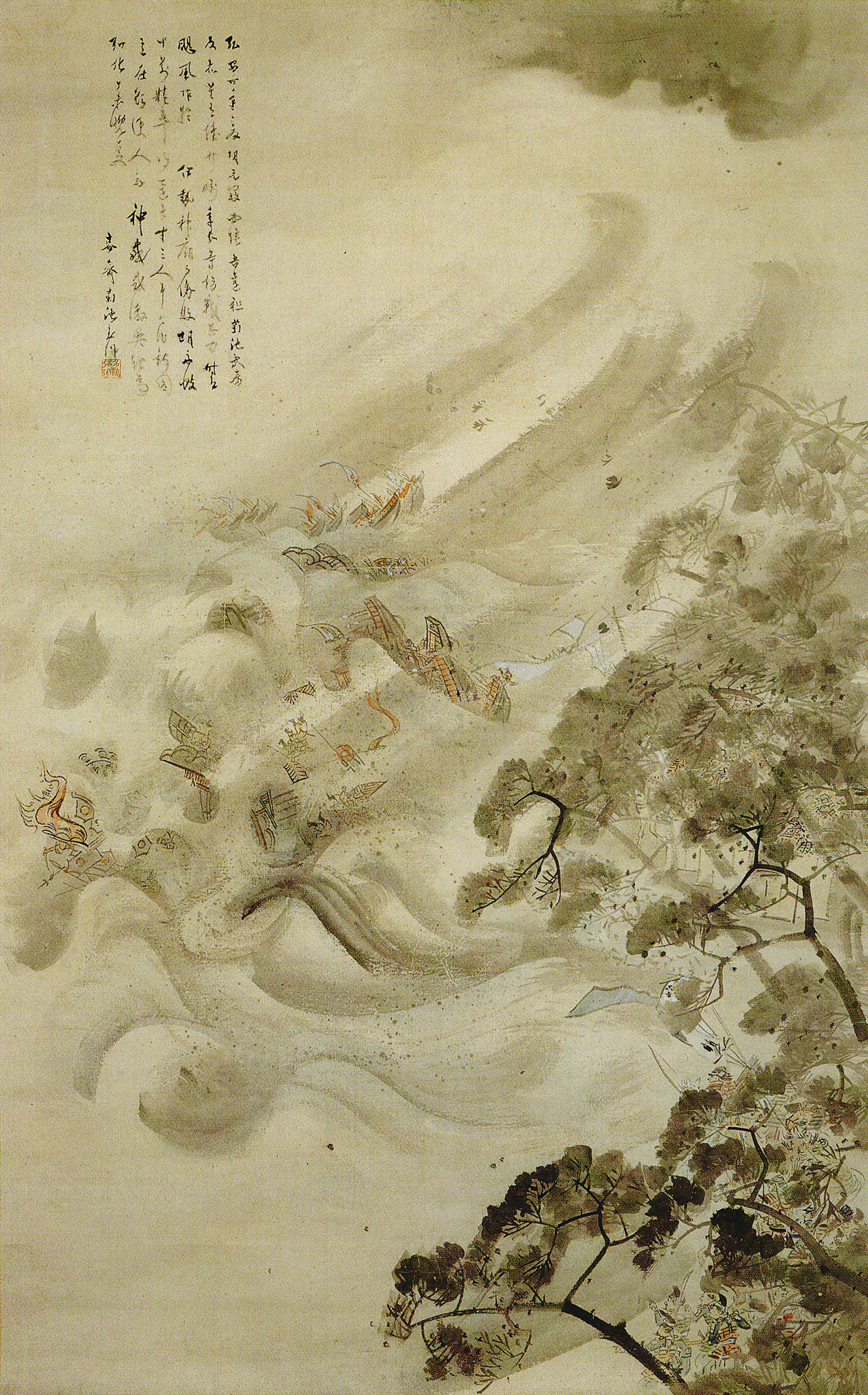
由菊池容齋所繪《蒙古入侵圖》，展於東京國立博物館

1192年，武家首領源赖朝被封为征夷大将军，建立镰仓幕府，並展開幕府統治，标志着日本军事贵族掌握国家大权，开始了日本600多年的幕府時代。源赖朝過世後，其妻子北條政子的娘家北條氏實力擴大，其父北條時政、弟北條義時開始操縱、暗殺或廢立之後的繼位者，幕府大權旁落於世襲執權的北條氏得宗家之手。承久之亂後，北條氏的委員會制「執權-連署政治」達於全盛。1232年，北條泰時制訂法典《御成敗式目》（又稱《貞永式目》）。該法典最初僅適用於武家內部，後來適用於全國。1274年與1281年，蒙古帝国兩次侵日都未能成功，而戰後受貨幣經濟影響，無法恩賞抗元兵，導致御家人的貧困與御家人制度的解體。北條氏實行一族獨裁，加深御家人和非御家人武士的反感，地方武士和農民積極進行反幕活動，幕府由盛轉衰。後醍醐天皇乘機發動正中之變與元弘之變，倒幕號召得到各地武士響應。1333年5月新田义贞攻陷鎌倉，北條氏控制的鎌倉幕府滅亡。
後醍醐天皇掌握大權以後，并沒有滿足武士階層的期望。大軍閥足利尊氏成為所有武士的代表，于1336年攻陷京都，扶持兩統迭立中的持明院統光明天皇即位。大覺寺統的後醍醐天皇把持著皇室的三神器逃到吉野山中，堅持自己才是正統，足利尊氏則在京都建立室町幕府，于是出現京都（北朝）和吉野（南朝）兩個對立的朝廷。南北朝的征戰持續將近60年，1392年，足利義滿逼南朝的後龜山天皇讓位，由室町幕府擁立的北朝後小松天皇成為天皇，也終止長達57年的南北朝時期。1401年，室町幕府第三任將軍足利義滿為了经济利益和抗衡天皇而向明朝朝貢，大明皇帝遂封其為「日本國王」，但幕府於7年後與明朝斷交。

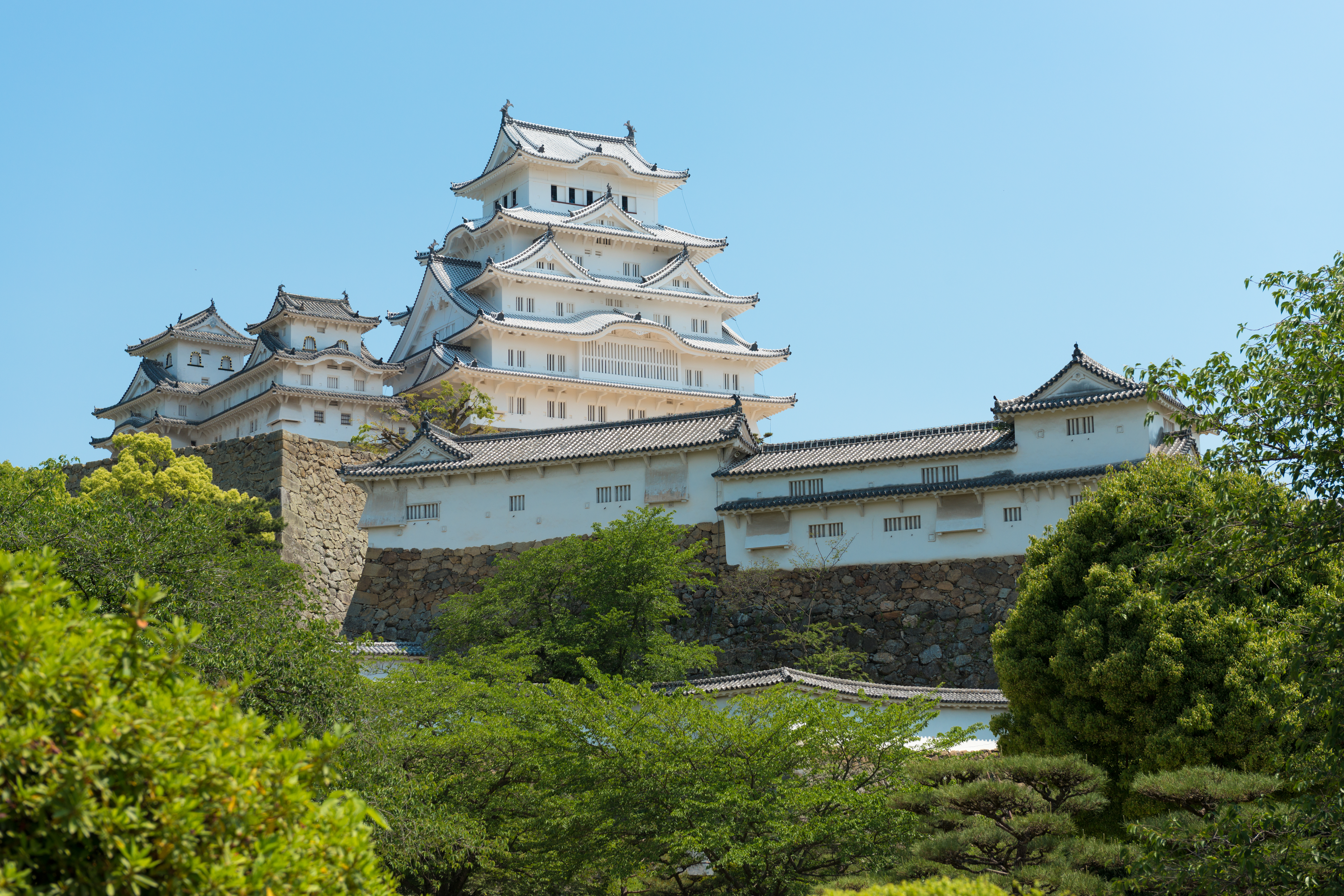
姫路城

室町幕府末期（1467年）發生應仁之亂，標誌著日本進入長達148年的戰國時代。1573年，大名織田信長，亦是當時最強悍的諸侯，攻下室町幕府所在地二條御所，將足利義昭流放到河內國，室町幕府滅亡，日本進入安土桃山時代（1573年至1603年）。1582年，織田信長因家臣明智光秀發動兵變而被害。信長重臣羽柴秀吉繼承其勢力，繼續進行統一日本的戰爭。1586年，秀吉受賜姓豐臣氏並就任太政大臣與關白的最高官職，並於1590年击败北條氏統一全日本，隔年秀吉將關白一職讓與過繼來的養子豐臣秀次，自稱太閤，以世襲的方式宣示豐臣政權的穩定。秀吉統率大部分的大名諸侯，自1592年起發動文祿・慶長之役，攻打朝鮮。1593年6月，日本因海戰失利，無法補給，加上朝鮮瘟疫流行，為保朝鮮南部四道的戰果，遂派使節隨同明使沈惟敬到北京議和，其間談判使者石星、沈惟敬與小西行長合謀欺瞞矇混中日雙方，使得明朝在冊封秀吉為日本國王時態度輕慢。9月，明朝賜封的使者抵達日本，豐臣秀吉因朝鮮王子不前來答謝而頓感大怒，拒絕受封，下令驅逐明朝使節，並將小西行長治罪，再次發兵攻打朝鮮。1598年7月，豐臣秀吉在伏見城過世，日方於當年逐漸撤出朝鮮結束戰爭。
1600年，封地在關東地方的大名德川家康取得關原之戰的勝利，基本上獲得全國軍、政上的優勢。1603年，家康被任命為征夷大將軍，開創江戶幕府。1615年，德川家康在大坂之役中完全消滅豐臣氏的勢力，實現了日本的統一，江戶幕府也成為日本實際上的統治者。江戶幕府實行日本獨特的封建體制「幕藩体制」，將社會分為士農工商四個階級及穢多、非人等賤民，基本上階級間的流動受到限制。在幕藩制之下，各藩领国在經濟上依賴中央政府的市場進行交易，幕府凭借经济上优势确保其统治权；但隨著後期商品經濟的高度發展，藩际贸易大大减少各领国对中央的依附性，各藩表现出明显的独立倾向，瓦解了幕藩体制的政治基础。
1543年，一艘葡萄牙船漂流到鹿兒島的種子島。時日本正值戰國紛擾，葡萄牙人將歐式火槍傳入日本，基督教也在這時進入日本。然而，傳教活動與發達的貿易逐漸威脅到江戶幕府的統治，於是幕府在1641年把荷蘭商館遷移到長崎的出島，奉行保护主義（鎖國），這段期間日本只容许荷蘭和清朝的商人來日貿易。在奉行保护主義的200多年間，荷蘭商人通過與日經商傳入蘭學，蘭學因而在日本生根發芽。1854年，美國海軍准將馬休·佩里率領黑船艦隊駛抵江戶附近的浦賀，迫使日本開港通商，才一改日本的貿易保护主義作風。江戶幕府末年暴動頻繁，幕藩體制搖搖欲墜，在西南四藩（薩摩、長州、土佐、肥前）為主的維新志士帶領下，一場全國性的倒幕運動正式開展。

### 明治維新

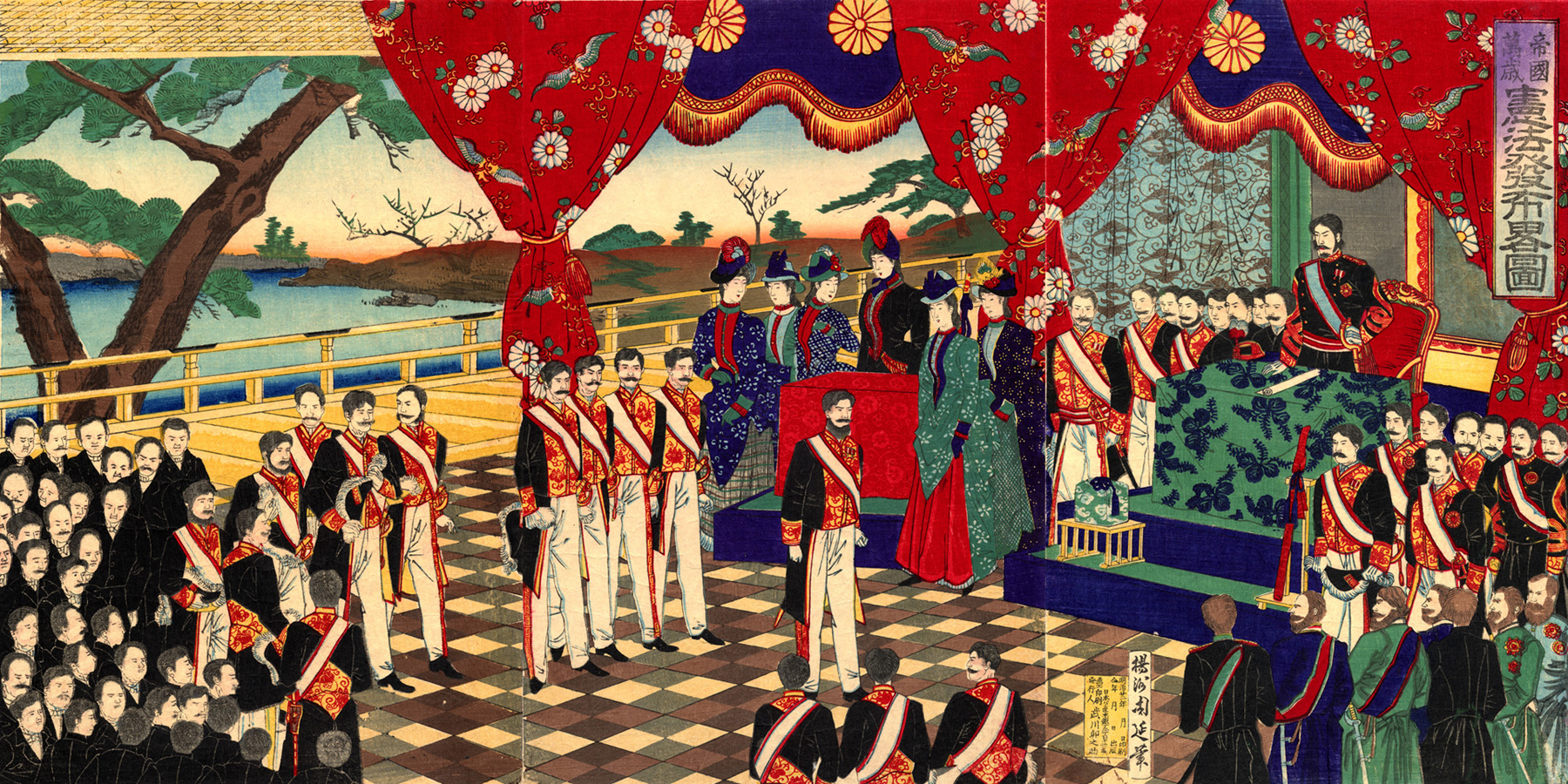
帝国宪法的颁布（1889年）

1867年，末代江戶幕府將軍德川慶喜迫於情勢主動大政奉還，以明治天皇為首的新政府正式成立，江戶時代結束。1867年開始的明治维新對日本进行了多项大刀阔斧的改革，在国家层面积极学习西方国家的政治制度与社会结构，建立了以天皇为尊的二元制君主立宪制国家。在地方政治上，新政府于1869年下令各藩「版籍奉還」，又于1871年推行「廢藩置縣」，廢除大名制度，形成了中央集权的政治体制。1889年，新政府頒布了《大日本帝國憲法》（又稱《明治憲法》）。1890年舉行第一次帝國議會。在整頓內政的同時，日本也積極對外擴張版圖。1872年明治政府将隶属新设立的鹿儿岛县(原萨摩藩)管轄的琉球国改为琉球藩，封琉球國王為「藩王」。1871年10月，一艘琉球國船隻於颱風後漂流至臺灣東南部，其中54名登島乘客被原住民出草殺害，史稱八瑤灣事件。次年鹿儿岛县参事大山纲良获知此事后，立即起草了讨伐台湾的提议书。由於當時琉球國同時向清朝和日本朝貢，而清廷表示將事件交由日本處理，日本因而认为台湾蕃地不在清国的统治范围之内，遂在1874年5月以给遇害的宫古岛民复仇的名义攻打臺灣南部排灣族部落，是為「牡丹社事件」。在駐华英國公使調停下，中日兩國簽訂《北京專約》，中国承认日本此次出兵为「保民義舉」，日本从台湾蕃地撤兵但同时树立「大日本琉球蕃民之墓」以表示琉球蕃民乃是日本國屬民。因此该協議也被日本詮釋為大清已承认琉球是日本範圍內之領土。而后在1879年日本又将琉球藩改设为冲绳县。

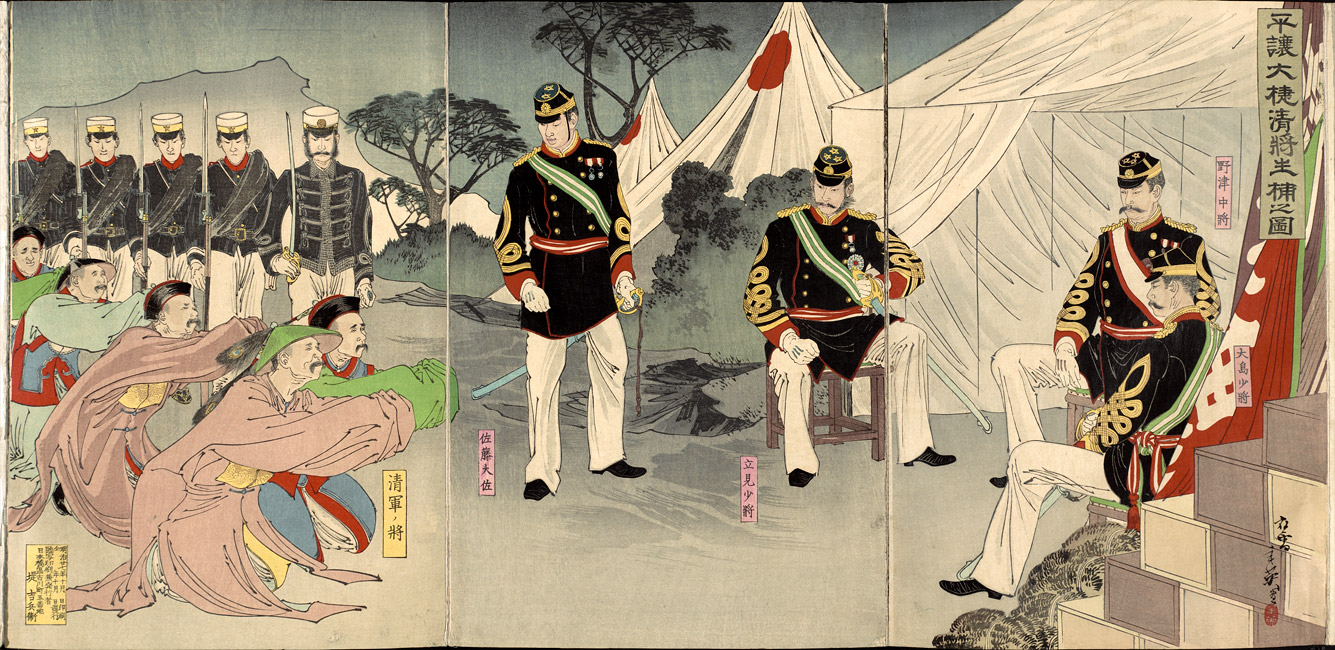
在中日甲午战争中向日本投降的中国指挥官

1894年，李朝統治下的朝鮮發生東學黨起義，中日按《天津條約》同時出兵朝鮮，起义平息后日本要求继续驻兵被拒，其後扣留高宗李熙，命大院君李昰应主国事，後日本稱發現李昰应曾要求東學黨與清軍一起驅逐日軍，於是不宣而战，突襲駐守於朝鮮的大清海軍。隨後於1894年8月1日，中日兩國互相宣戰，甲午戰爭正式爆發，1895年2月，清軍潰敗，清廷被迫派李鴻章代表清廷向日本求和，並以戰敗國身份在日本威逼下签订了條件苛刻的不平等条约《马关条约》，日本在此條約中獲得了臺灣與澎湖群島、以及二億兩白银的巨額賠款，使日本成為廣泛認同的列強之一。
1900年，俄国趁八国联军侵华战争时单独出兵佔據中国東北，但各国与清廷议和后俄国依然拒不撤兵，遂与日本交恶。日本隨後與英國於1902年組成英日同盟、最終在1904年爆發日俄戰爭。日本帝国在戰爭中重创俄罗斯、並取得勝利的結果除了讓歐洲為之震撼、各殖民帝國更紛紛對日本刮目相看。日本也取得庫頁島（日本称樺太）北緯50度以南的部分，是為樺太廳。1910年，日本胁迫大韓帝國簽訂《日韩合并条约》，令朝鮮合併成為日本的一部分。

### 兩次世界大戰

大日本帝國的全盛時期版圖

1914年9月，日本以日英同盟為由投向協約國，向以德意志帝國為首的同盟國宣战，發動青島戰役。日本在1914年11月攻佔青島後，在1915年對中華民國北洋政府提出二十一條。該條約在中國引發五四运动、並引來英美質疑，逼迫日本修改部份條文。日本最終赢得第一次世界大战、並取得胶州湾租借地、德屬新幾內亞等地。
由於一戰使軍需大幅增加，日本經濟曾一度出現非常繁荣的大戰景氣、並進入短暫的「大正民主」時期。1918年，日本米价暴涨，因而發生逾200万人抗議的米骚动。1923年9月發生關東大地震，死亡人數達十三萬人。日本經濟遭遇重創；1927年4月，日本政府救濟臺灣銀行失敗，全國金融因而處於險境，史稱「昭和金融恐慌」。1930年，世界經濟陷入嚴重經濟衰退，日本亦未能倖免。在此期間，濱口、犬養和岡田內閣為挽救經濟，主張削減軍費，使日本軍部和右翼組織不滿，三人亦先後遭到暗殺，日本軍國主義思想白熱化並對外侵略，特別是好戰的陸軍即在控制的中國東北地區滋事。

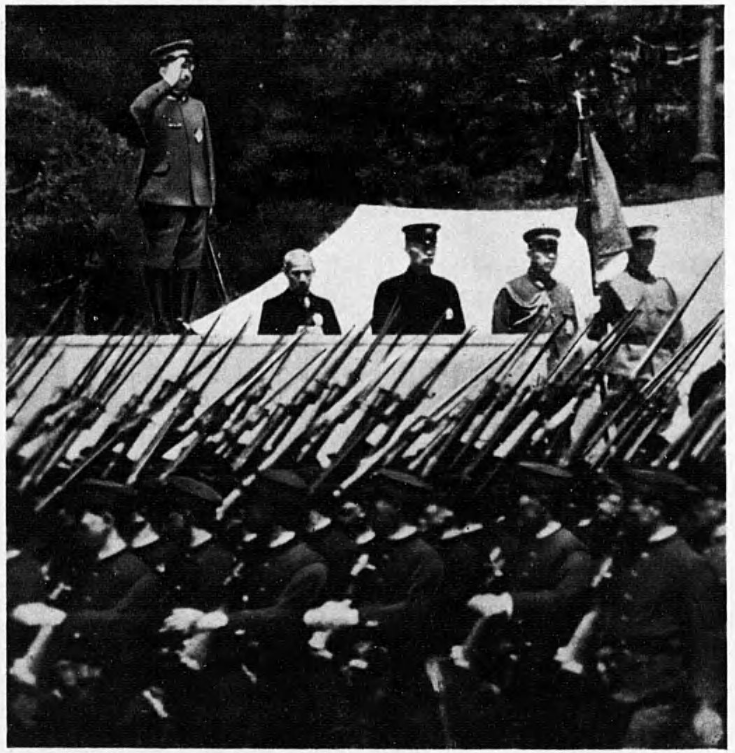
1939年，日本中學生在東京進行操練閱兵

1931年，日軍發動九一八事變，入侵中國東北，扶植傀儡國家满洲国，作為中日全面戰爭的前哨戰；1932年，日軍在上海發動一·二八事變。1936年2月26日，發生了二二六事件，冈田内阁倒台，廣田弘毅組閣、東條英機為軍部當權派閥領袖，建立以天皇及軍部統制派為本的法西斯體制。1937年7月7日，日軍策動盧溝橋事變，大規模入侵中國，引發第二次中日戰爭。日軍在开战后一度佔領華東平原，包括中國首都南京，並試圖以南京大屠殺逼中國軍民屈服，估計被殺人數約為二十萬以上乃至三十萬人，中國國民政府拒绝投降，领导國民革命軍退守中國西南继续抵抗。由于后勤与地形原因，加上中国共产党率领之游击队的抵抗，日軍难以继续深入中国内地作战，中國戰情僵持不下，日本陷入消耗戰；曠日持久，消耗日本大量人力、物力和財力，加上歐美對日本实行石油和钢铁禁運，若資源被切斷則無法打贏游擊戰。起初陸軍試圖攻打蘇聯以获取远东的资源，但因诺门坎战败而最終作罷，因此军方孤注一擲，以情勢說服對擴張不為所動的海軍動員，試圖發動「大東亞戰爭」，向東南亚的西方殖民地继续扩张，引起太平洋戰爭。
1941年12月，日本海軍偷襲美军位於夏威夷珍珠港的基地，並正式向美國、英國和荷蘭宣戰，同時開始進軍东南亚等太平洋地區，二戰亞洲戰場爆發。日軍起初連戰皆捷，然而大日本帝國海軍在中途島戰役大敗，成為太平洋戰爭的轉捩點。1938年以来，日军以「扫荡」、「三光作战」等暴行，试图消灭游击队，稳定中國的日佔區，但仍无法扭转整体局势，而將希望寄託於海軍；可是戰爭後期，美國海軍陸戰隊接連攻下硫磺島和沖繩島，設下的海上防衛線接連遭到突破，美國可以從島嶼直攻日本本土，美軍B-29轟炸機隨即密集轰炸日本本土，許多城市遇襲，市民傷亡慘重、工業設施盡毀、當地飛機工廠和機場亦遭重創，敗相已明顯出現。1945年8月6日和9日，美军依次在廣島市和长崎市投下两枚原子弹，苏联亦於8月8日對日本宣戰，在八月風暴行動中佔領日軍控制下的中國東北。8月15日，昭和天皇以電台廣播宣佈投降，同日铃木贯太郎内阁总辞，战前昭和时代结束。9月2日，时任日本外相重光葵和时任日本陆军参谋长梅津美治郎分别代表日本政府和日本帝国大本营簽署《降伏文書》，接受《波茨坦宣言》，並將領土範圍限於本州、北海道、九州、四國以及其他指定島嶼，约占1920年日本国土面积的54%。第二次世界大战正式結束。

### 戰後

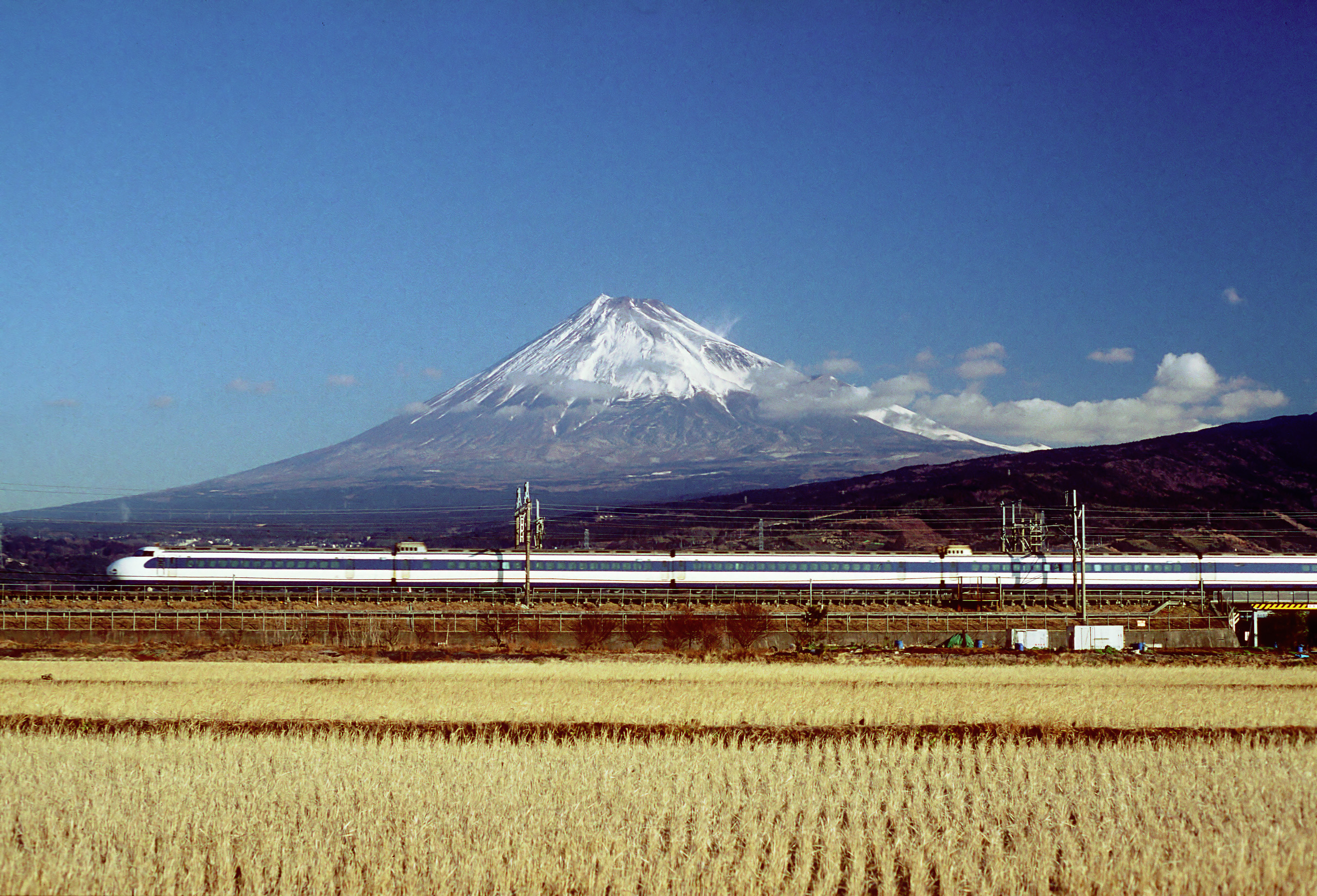
1964年東京奧運開幕前夕通車的新幹線

從1945年9月2日戰敗到1952年4月28日《舊金山和約》生效期間，日本被盟軍軍事佔領，由美軍為首的駐日盟軍司令部（GHQ）統治，實行財閥解體政策，對壟斷資本進行大規模重組；日本失去所有屬地，也暫時被迫移交小笠原群岛與琉球（原沖繩縣）予美國軍政管理。1950年，朝鮮戰爭爆发，美国对日本的政策開始改變，包括单方面和日本議和並放弃戰勝國对日索赔的權利，允许日本設置自卫队，同时向日本订购大量军火及军需产品，帶動日本戰後军工产业的發展。美国亦在經濟、政治方面對日本提供援助，使其成為第一島鏈的一部分，遏制共产主义，由此而生的「特需繁榮」讓日本經濟進入日本战后经济奇迹，並在隨後十年分別出現神武景氣、岩户景气等多次經濟發展高潮。1956年12月18日，日本加入聯合國。1964年，東京成功舉辦奧運會，帶來奧林匹克景氣，同年日本加入經濟合作與發展組織，國民生產總值在其後4年超越英國、法國、德國，成為全球第二大經濟體，正式躋身於先進國家之列。1972年，美國將琉球的行政權交还給日本。
1973年，第一次石油危机爆發，日本經濟增長每年僅4%左右，低於1960年代初的9%，日本高速經濟成長時期宣告結束，但日本在世界經濟體中仍排第二位。1991年，日本泡沫經濟崩潰，經濟陷入長期不景氣階段。這一時期失業攀升，國債與赤字龐大，加上1995年奧姆真理教發動的一系列恐怖攻擊與阪神大地震，社會陷入不安。1990年代，日本的人均国內生产总值達到歷史最高位。
戰後的日本自1955年起長期由自由民主黨執政，因而出現「55年體制」，直至1993年由於部份自民黨黨員退黨，自民黨在該年國會眾議院選舉過後短暫失去組閣權約10個月，短短一年後自民黨與社會黨聯手，藉社會黨村山富市內閣的組建重返執政地位。

### 二十一世紀

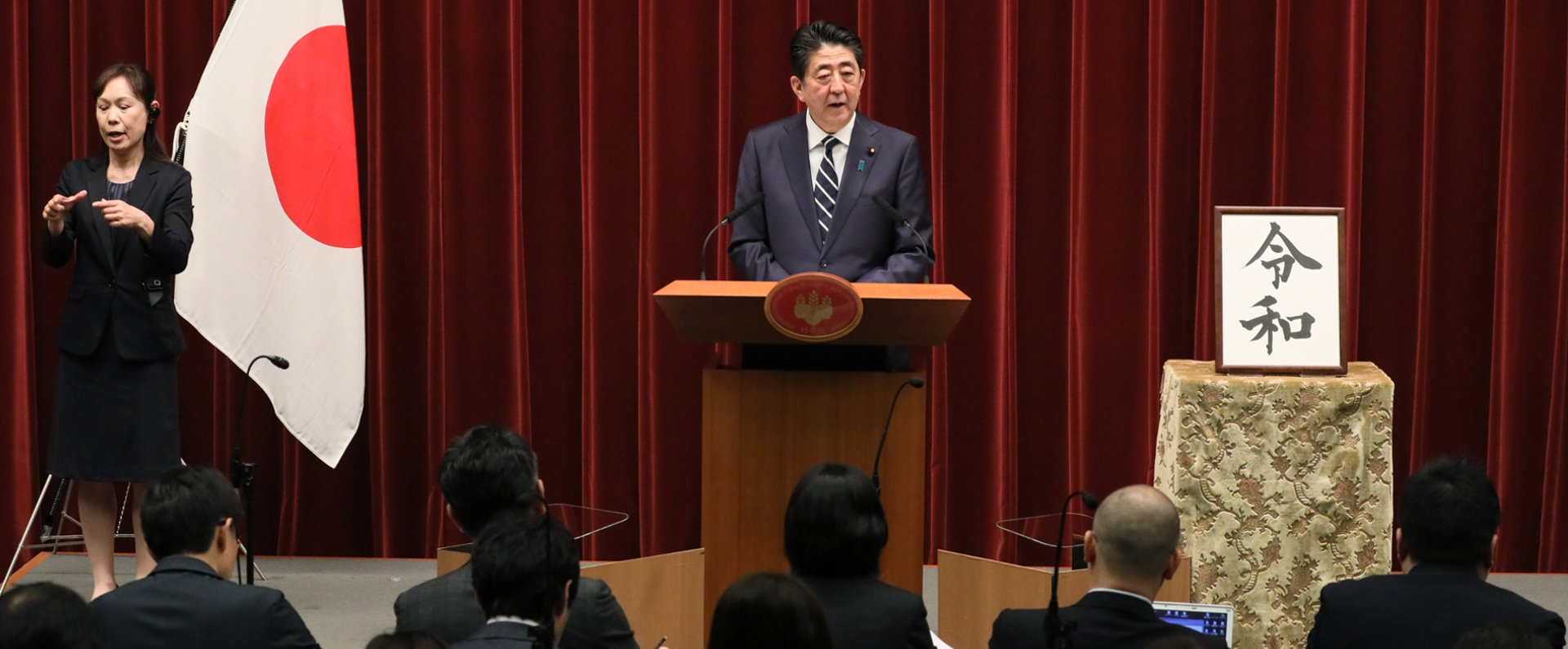
宣布新年号｢令和｣

進入二十一世紀初期，日本經濟利用往新興市場出口而出現小波段甦醒的伊邪那美景氣，但是2008年發生的全球金融海嘯令索尼、豐田等指標性大企業紛紛出現巨大虧損。
2009年，執政自民黨在第45屆日本眾議院議員總選舉中慘敗，再次下台，首次失去共計長達54年眾議院第一大黨的地位。三年後，由於民主黨施政失當和在東日本大震災中救災不力，內閣總理大臣更換頻繁，加上福島核災使日本的經濟再次陷入困境，造就自民黨再次上台的機會。2012年12月，自民黨取得壓制性勝利，黨總裁安倍晉三在上台後倡議修改憲法，取消當中否定的集體自衛權以允許自衛隊到海外參與聯合國的維和反恐行動，同時將自衛隊的目標改為「本土防衛和國防保障」，透過自主制定的新憲法使日本成為一個正常的主權國家。由於新憲法的部分字眼具爭議性，引發部分亞洲鄰國不安，其推出的秘密保護法案在社會上亦引起一些疑慮。安倍晉三推行了一系列經濟改革措施，包括推動日圓貶值、實行量化寬鬆等，被稱為「安倍經濟學」。縱使當中調高消費稅的措施可能會令部分國民的薪資追不上物價升幅，但由於日圓兑美元贬值，帶動日本產業出口量和國內消費需求攀升，使日本能夠擺脫長達15年之久的通縮陰影，亦令失業率創6年新低，日經平均指數升至近六年高位。
2018年12月26日，日本宣布退出国际捕鲸委员会，重啟中斷30年商業捕鯨。日本從二次大戰後幾乎沒有退出國際機構的前例，這次退出極為罕見。2019年，德仁天皇登基。平成時代结束，令和年代开始。2021年举行夏季奥林匹克运动会。因為福島核廢水排放問題，日本政府受到中国、韩国等周边国家政府和环保团体的强烈指责。2022年7月8日，安倍晋三在奈良市参加竞选活动期间被枪杀，成为自1936年二二六事件以来第一个遇刺身亡的前日本首相。

## 地理

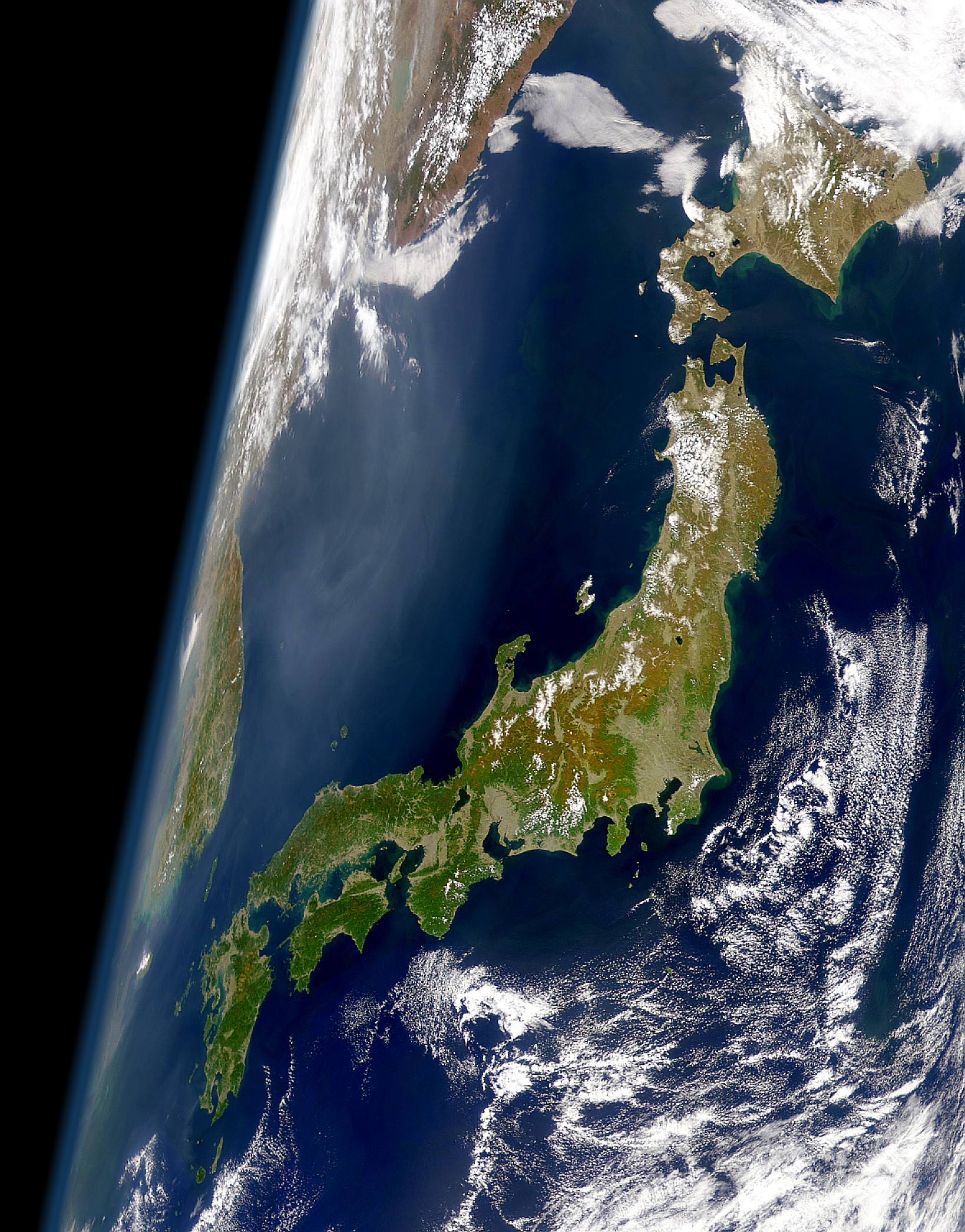
日本列島衛星圖

日本國土位於欧亚大陆以東，太平洋西部，由3個弧状群島（日本列島、琉球群島、伊豆-小笠原群島）組成。其中北海道、本州、四国及九州四大島的面積就佔了國土面積的99.37%。日本通常被歸劃於東亞或東北亞的範疇，北與俄羅斯、西與朝鮮民主主義人民共和國、大韓民國、西南與中国大陆东部及臺灣隔海相望、南與菲律賓隔海相望。國土由自然數約14,125個島嶼所組成，面積約37.8万平方公里，75%屬山地丘陵地帶，森林覆蓋率高，不適合農耕，耕地面積僅佔日本國土的11.1％，也因此日本的人口多集中在沿海地區，日本的人口密度在世界排名第37位。日本國土狹長，南北總長3,800公里，與澳洲、馬達加斯加、美國相近。
根據地理與人文、經濟特徵，日本通常被分為八大區域，包括北海道地方、東北地方、關東地方、中部地方、近畿地方、中國地方、四國地方以及九州・沖繩地方。
日本列島按照地質構造可分為東日本與西日本兩大區域，其界線為位於本州中部，新潟縣糸魚川市與靜岡縣靜岡市之間的糸魚川靜岡構造線。日本列島附近是歐亞板塊、菲律賓海板塊、太平洋板塊和北美洲板塊的交界地，同時日本列島還處在環太平洋造山帶、火山帶、地震帶之上，故日本為一個經常發生地震、但同時也擁有許多火山與溫泉的國家。日本最高的山峰──海拔3,776米的富士山，本身就是一座活火山。據統計，世界全部芮氏規模6.0以上的地震中，超過20%都發生在日本；而日本發生的地震，釋放的地震能量就占全球地震釋放能量的10%。
日本面積狹小多山，因此河流普遍長度不長但落差較大。日本的河流在梅雨和台风季节容易形成洪水，日本政府因而修筑大量堤壩和水库用于防洪，同時實行水力发电。日本最長的河川是發源于長野縣，並在新潟縣注入日本海的信濃川，總長367公里；第二長的利根川也是日本流域面積最大的河川。日本最大且最古老的湖泊，是位于滋賀縣的琵琶湖：其面積669.26平方公里、大約有一百萬年左右的歷史。

### 各地氣候
日本一年四季溫差很大。深受海洋影響，海洋性氣候明顯。日本國土以亞熱帶季風氣候為主，但由於日本的島嶼自西南向東北延伸得很長，南北跨越緯度約20度，因此全國各地的氣候仍然有很大的不同，主要可分為六個氣候區：
- 北海道氣候：北海道不受梅雨的影響，降雨量較日本其他地方為少。夏季短暫且涼爽，冬季漫長而寒冷。
- 日本海側氣候：範圍包括本州島西部的海岸地區。冬季受西伯利亞高氣壓所影響，吹西北風。同時由于暖流對馬海流在冬季通過日本海而帶來大量水汽，因而常有豪雪。夏季降水較少，因位于夏季风的背风地带有時出现焚風而異常高溫。
- 中央高地式氣候：典型的內陸性氣候，冬寒夏涼。冬季與夏季及晝夜之間溫差很大，降雨量少。
- 太平洋側氣候：包括了本州東海岸、南四國和九州大部分地區。夏季受東南季風影響，梅雨強颱風多，冬季的降雪較少。
- 瀨戶內海式氣候：包括了山陽地方、北四國、近畿與九州局部地區。天氣常是晴天，降雨量少，不時遭受熱浪侵襲[146]。
- 南西諸島式氣候：範圍為琉球群島。這里屬亞熱帶氣候，夏季炎熱冬季溫暖，降雨量大，且常受颱風吹襲。

日本是世界上降水量較多的地區，主要包括日本海側地區的冬季降雪、沖繩5至7月連綿不斷的颱風，以及夏季到秋季登陸或接近日本的颱風。日本有記載的最高溫度紀錄是攝氏41度，于2013年8月12日在高知縣四萬十市測得；有記載的最低溫度紀錄是攝氏-41.2度，于2016年1月25日在北海道上川町測得。

### 自然環境

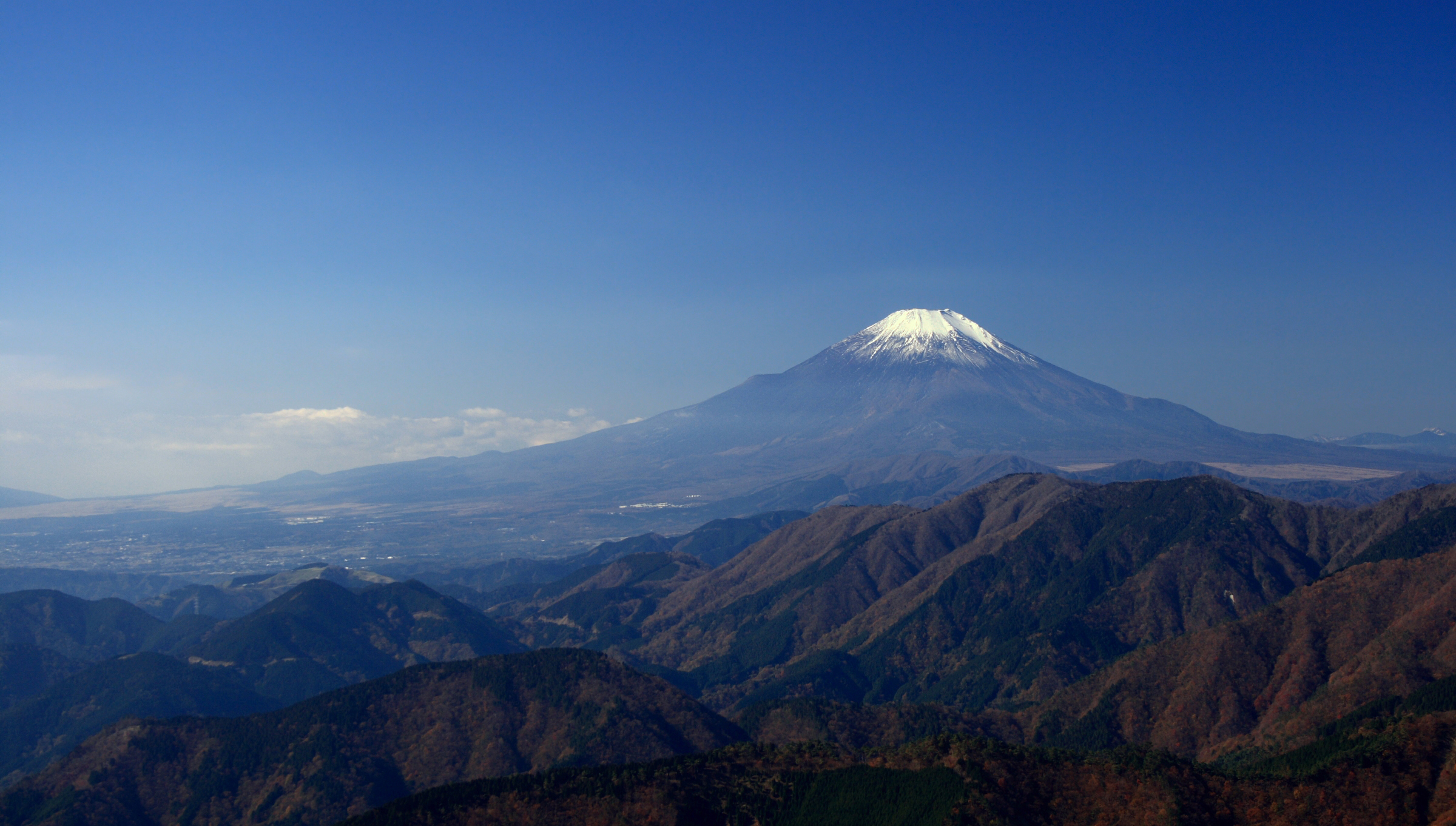
橫跨靜岡縣與山梨縣界的富士山，為日本第一高峰

日本國土南北狹長，四季分明，也是一個多山國家。因為日本是島嶼國家，四面環海，所以來自外部新生物入侵的可能性也相對較低，離島地區更形成了獨自的生態系統，特別是小笠原群島及琉球群島自古就形成了比日本本土更加孤立的生態系統，小笠原群島更有「東洋的加拉帕戈斯」之稱。
伴隨明治時代以後外來物種的進入，生態系統發生變化，日本的生物多樣性也受到影響，本地物種如朱鹮及日本狼都在20世紀滅絕，但日本各地仍保留著大量珍貴的生態系統，如知床、白神山地、小笠原群島和屋久島都是聯合國教科文組織認定的世界遺產。在環境保護方面，日本是世界上最早面臨大規模公害的國家，並在1960年代後期開始積極立法減排，至21世纪全国主要大气污染物全部达到环境标准。由于高度經濟成長期以後日本飲食文化的變化及海外農產品的輸入，日本的農林水產業在20世紀開始出現農田與人工林的閒置，漁業資源減少等問題。自1970年代以來，相較于其他國家森林面積的持續萎縮，日本的森林覆蓋率一直保持在三分之二上下。2012年，日本的森林面積達253,203平方千米。
日本列島位處數個板塊的交界和環太平洋火山帶之上，火山活動十分活躍，日本在歷史上曾多次發生地震和海嘯等災難。20世紀以來，在日本造成重大損失的大地震有1923年導致超過10萬人死亡的關東大地震、1995年的阪神淡路大地震和2011年引發海嘯和福島核事故的東北地方太平洋地震。在沿海地區，地震之後引發的海嘯常帶來遠超過地震的影響，英語中的海嘯一詞就是來自于日語中的「津波」（／ Tsunami）。除了地震和海嘯之外，火山亦經常在日本引發災害。近年日本較為活躍的火山有有珠山、淺間山、三宅島、阿蘇山和櫻島等。日本其他的主要自然災害還有山體滑坡、泥石流、洪灾、風災和雪災等。

### 主要城市
日本首都為東京都。截至2020年，該地約1,400萬人；圍繞在東京都的首都圈，則約4,400萬人。是世界上最大的城市與最大的都市圈。日本的皇居、國会議事堂、内閣、最高裁判所、各省廳、各国駐日大使館、大企業的本部、日本銀行、証券公司、百貨商店、報社及電視台大都集中在東京。在日本，人口密度4000人/km2以上的地方為人口集中地區。2022年，全國1.2億人口中，約有8,800萬人居住在人口集中地區。佔全國的六成左右。

## 政治

### 政府

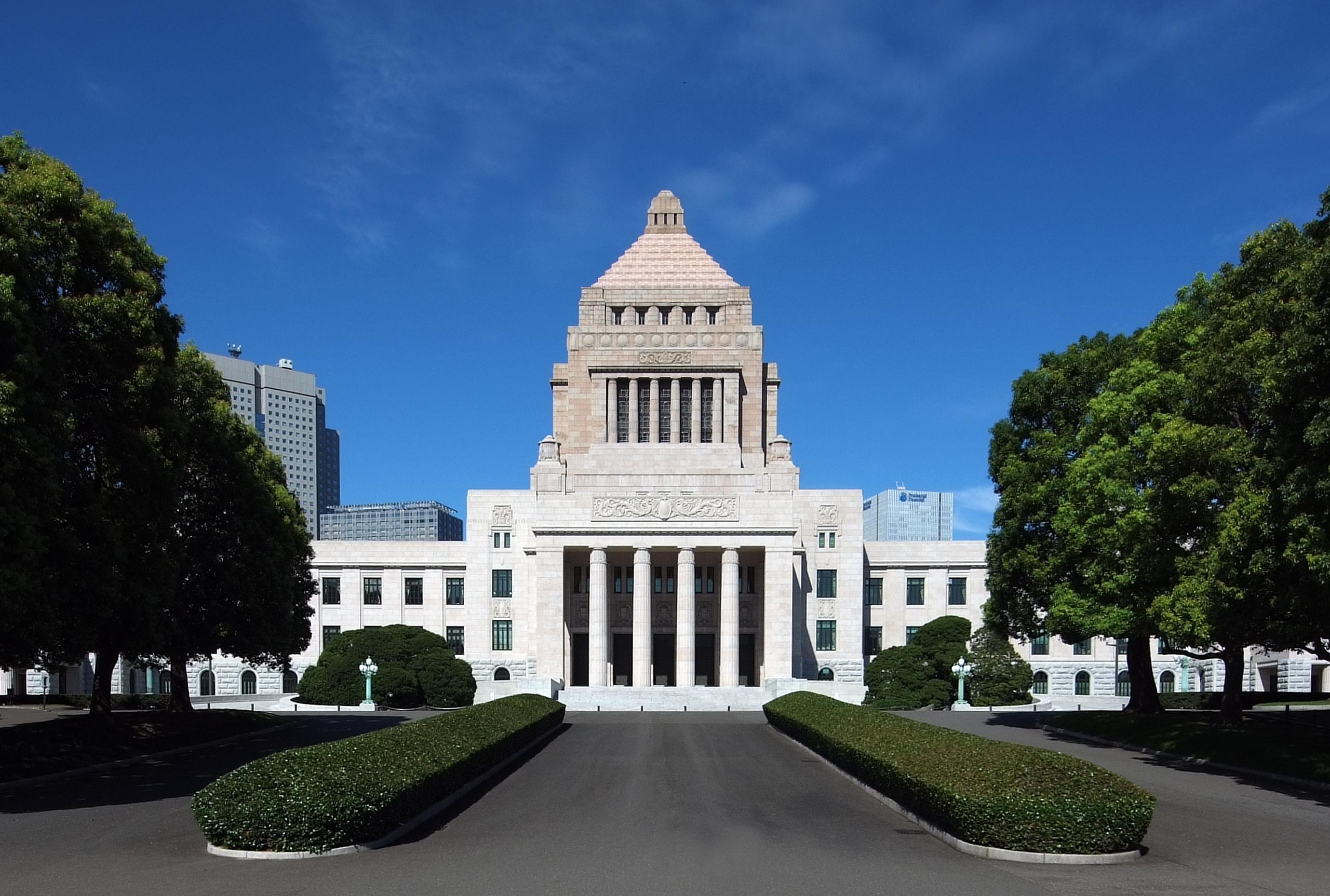
位于东京永田町的國會議事堂

日本為君主立憲國家，日本国宪法訂明“主權在民”，而天皇則為“日本國及人民團結的象徵”。與世界上多數君主立憲國家相同，天皇在日本只有虚位元首名義，並無政治實權，只能進行禮儀性的事務，例如，簽署法律和行政命令、任命內閣總理大臣、接受其他國家外交使節的國書等。现任天皇为德仁，他在其父明仁退位后，于2019年5月1日即位。
日本政府的行政機關是指《國家行政組織法》以及《內閣府設置法》中規定的內閣府、省及其外局，並以內閣總理大臣（首相）為首組成數個「中央省廳」。2001年實施的「中央省廳再編」改革措施以大部門體制為重點，按照職能優化的原則將原本的1府22省廳精簡成1府11省廳，此使日本的一級行政機關數量位居發達國家中最少。現行日本的一級行政機關，有內閣府、總務省、法務省、外務省、財務省、文部科學省、厚生勞動省、農林水產省、經濟產業省、國土交通省、環境省、防衛省、警察廳、數位廳、復興廳等1府13省廳。
日本古代的法律體制深受中國的中華法系影響，江戶時代制定的國家最高法律《公事方御定書》就是建基於其基礎之上。 自18世紀末期，日本大部份的法律則是在歐洲法系的基礎上編寫，例如明治政府在1896年通過的民事法則參考了德國的《德国民法典》，此法律至今依然是日本民事法律的骨幹。日本最高的法院是最高裁判所，下分三個不同等級的法院。日本的主要法律被統稱為《六法》。
日本現行憲法《日本國憲法》是於1947年5月3日由當時佔領日本的美軍草拟，經過日本國會的審議後再由天皇颁行。日本國憲法最重要的三大原則是主權在民、基本人權的尊重以及和平主義，日本政治以這三大原則及其中最基本的、對個人尊嚴的尊重運行。日本實行三權分立的政治體制，立法權歸兩院制國會，司法權歸裁判所（即法院），行政權則由內閣、地方自治體及中央省廳分別處理。憲法規定國家最高權力機構為國會。日本實行兩院制，眾議院有480席，參議院有242席，由18歲或以上的國民投票選出。眾議院議員任期為四年，但由於眾議院可以在任期結束之前中途解散，所以實質上眾議院議員任期平均只有兩年多。參議院議員任期為6年，每3年改選一半，不能中途解散。
1955年起，自由民主黨（自民黨）一直長期執政，只在1993年至1994年及2009年至2012年成為在野黨。其中1994年至1996年自民黨是作為聯合政權其中一黨，擁立日本社會黨委員長村山富市擔任首相，1996年初開始才重新掌握組閣權。2009年，時任首相麻生太郎宣布提前舉行眾議院選舉，結果自民黨大敗，民主黨大勝。然而，由於民主黨在執政後遲遲未能兌現競選承諾，因此在執政僅僅三年多後的大選即慘敗下台，自民黨再次成為執政黨，黨總裁安倍晉三取代落敗的民主黨代表野田佳彥成為首相，执政至2020年9月16日，由自民党第26任总裁菅義偉接任。雖然所有內閣總理大臣均需由天皇任命，但是憲法已經規定無論任何人在選舉中勝出，天皇都必須予以任命。目前自民黨與公明黨組成執政聯盟，主要在野黨包括立憲民主黨、國民民主黨、参政党、日本共產黨、日本維新會、令和新選組、社民黨等。

### 外交

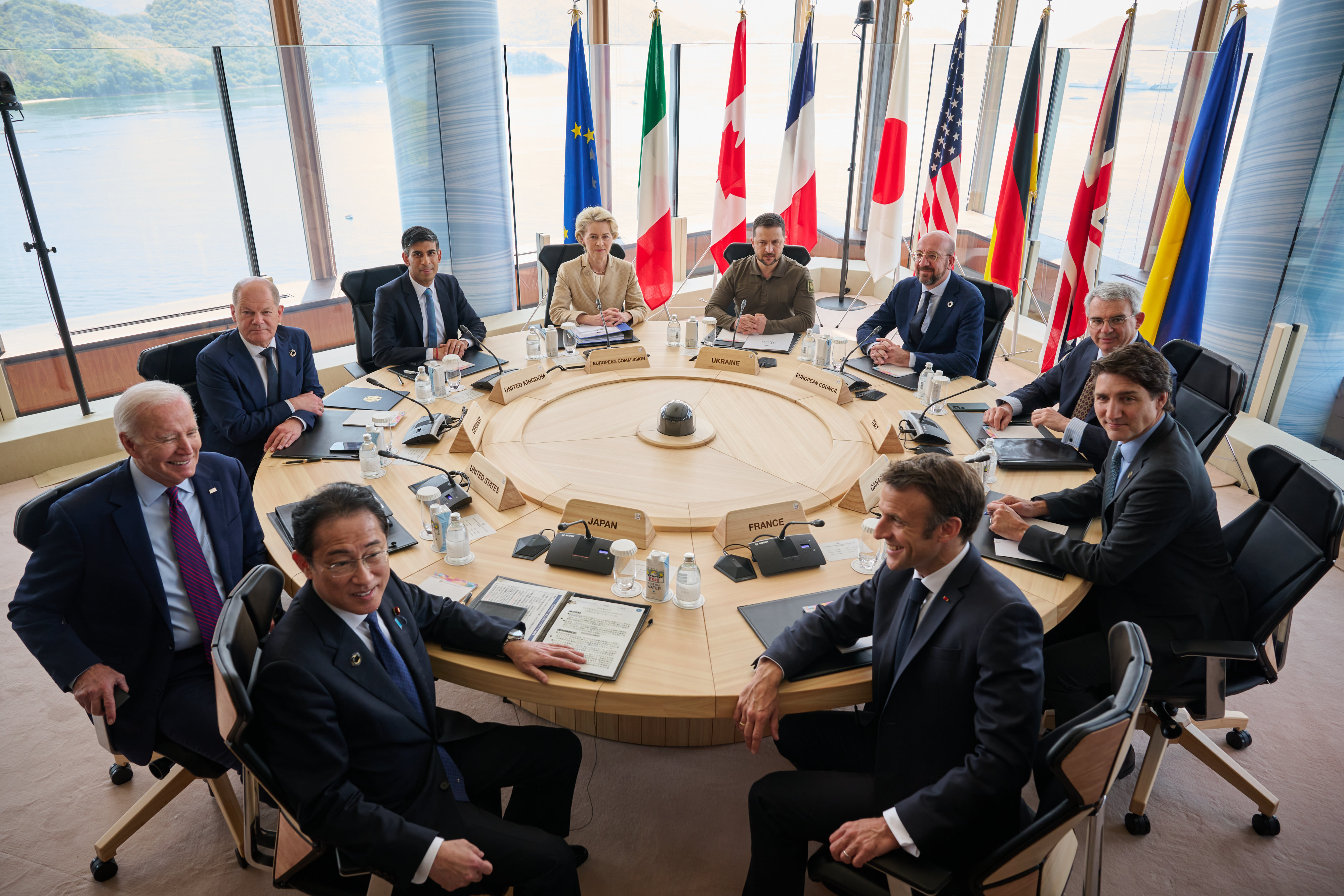
第49屆七大工業國組織會議於廣島市舉行。日本為七大工業國組織、二十國集團、以及亚太经济合作组织的會員國

自1956年參與聯合國以來，日本累計擔任了16年的安理會非常任理事國。日本亦曾聯同德國、巴西及印度組成四國聯盟向聯合國提交改革安全理事會建議，其中包括允許四國加入成為安理會常任理事國，但由於受到中國和韓國的反對而未能成功。日本也是七大工業國組織、八大工業國組織、二十國集團、經濟合作與發展組織、世界貿易組織和亞洲太平洋經濟合作組織成員，同時也是東南亞國家聯盟中東協十加三論壇，還有东亚峰会的參與國成員。2023年，日本對開發中國家提供的政府開發援助約196億，為世界第三。根據洛伊國際政策研究所針對各國駐外機構所調查的《全球外交指數報告》（Global Diplomacy Index）指出，2024年的日本擁有251個駐外機構，為全世界第四大的外交網路。日本各項突出的能力與影響力，也使其在世界範圍內被廣泛視為列强。
日本目前与除朝鮮民主主義人民共和國之外的联合国会员国以及梵蒂冈、科索沃、库克群岛和纽埃保持外交关系。日本現代在國際上最親密的盟友為美國，雙方在1960年簽署《美日安保條約》並生效至今。由於日本扼東北亞通往太平洋的門戶，在冷戰時期是美國抵禦共產主義於亞洲擴張的前線，即「島鏈」。日本亦同時是美國在亞洲的重要軍事據點，美軍在日本設有多處軍事基地，日本在美國的東亞外交策略中也有一定影響力。2017年，日本成立了四边安全对话，以應對在中國崛起背景下的東亞安全局勢。成員國有日本、美国、印度和澳大利亚。
根據美國馬里蘭大學與英國廣播公司對全世界四萬人進行的民意調查，日本是給世界人民最佳印象的國家之一；但和中国、朝鲜、韓國、還有俄羅斯的關係相對緊張。日本不承认朝鲜民主主义人民共和国政府的合法性，兩國至今无外交关系，並存在绑架问题等争端。日本目前與周遭國家也存有領土糾紛問題：包括與中華人民共和國和中華民國政府之間所存在的尖閣諸島/釣魚台列嶼主權問題、與大韓民國及朝鲜民主主义人民共和国的獨島主權爭議、還有與俄羅斯之間的北方四島主權問題等。此外，首爾的日本駐韓大使館經常有示威者要求日本政府對韓國慰安婦問題作出賠償和道歉，中國民間也經常發生反日示威和抵制日貨運動。日本也與中華人民共和國有東海油氣田爭議、冲之鸟岛的屬性爭議等。

## 军事

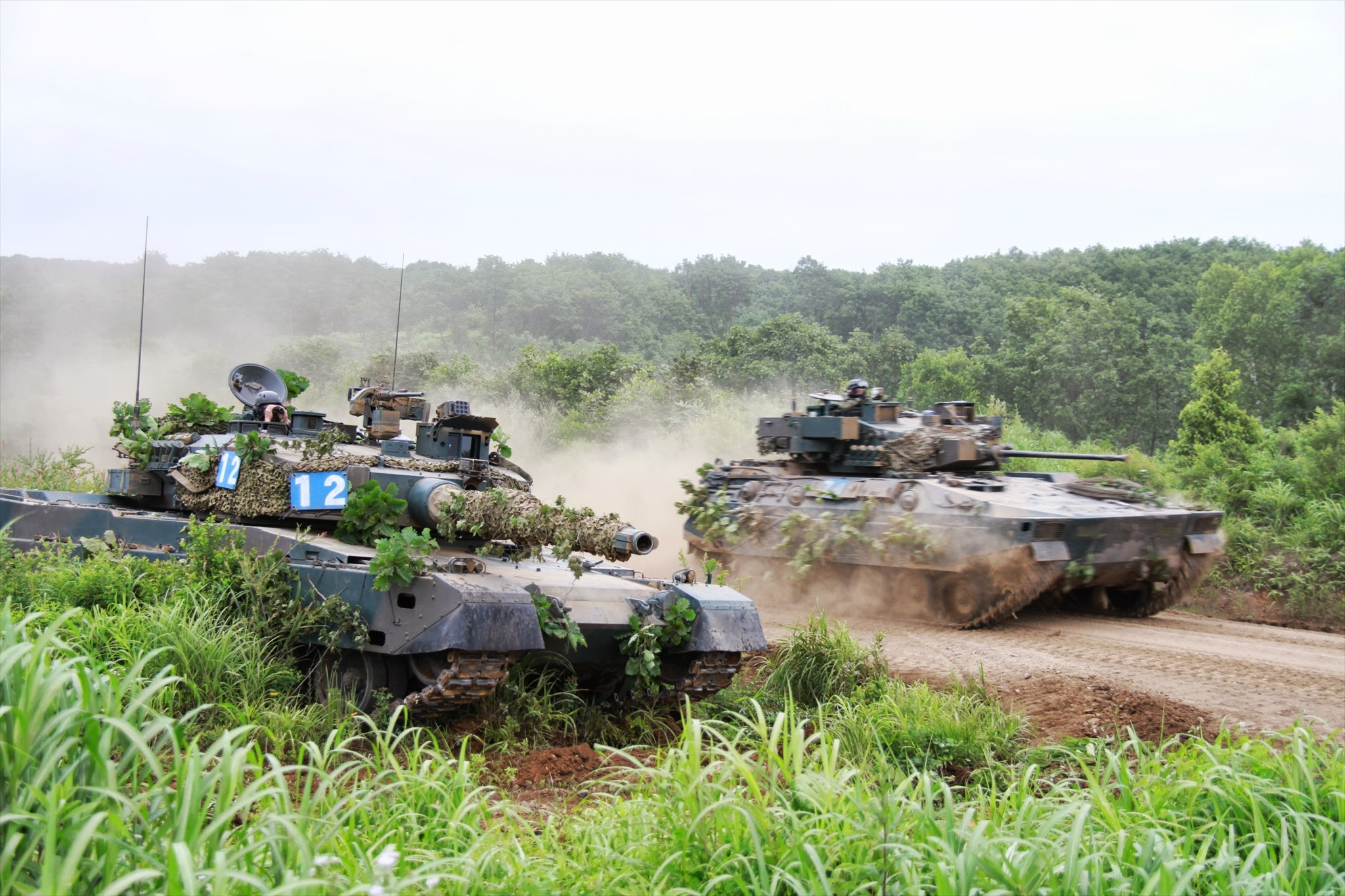
陸上自衛隊演習

日本當今的国家防衛組織為自卫队，成立於1954年7月1日，目的是維持日本的自我防衛能力。1945年，日本在駐日盟軍總司令麦克阿瑟的主导下制定日本國憲法，當中的第九條规定日本永遠放棄以國權發動的戰爭、武力威脅或武力行使來作為解決國際爭端的手段，被視為世界上最能落實和平主義的憲法。因此，自衛隊在名義上不是軍事組織，但在實際上的功能等同其他國家的軍隊。
自衛隊分為陸上自衛隊、海上自衛隊、航空自衛隊等三大分支，由防衛省統籌管轄。在韓戰爆發後，日本政府在1950年成立警察預備隊本部，並在其後更名為防衛廳。防衛廳是根據日本《內閣府設置法》第49條第3項以及《防衛廳設置法》第2條的內容而設置的機關，屬內閣總理大臣管轄範圍之下設置的內閣府之外局。隨著《防衛廳設置法》的修改，防衛廳在2007年升格為防衛省，從內閣府獨立成為日本中央一級單位，升格爲與11個平級的單位，防衛廳長官晋升後的防衛大臣在制定政策和申請預算等方面享有更大的權限和獨立性，但總理大臣仍為自衛隊的最高指揮官，並保留著對自衛隊的最高指揮監督權和頒布“防衛出動命令”權力。 另外，原本定義為「附屬任務」的國際緊急救援協助事務、聯合國維和事務以及根據《周邊事態法》的後方支援等事宜，亦不用再以個案的方式經國會兩院審議通過。
日本自卫队的人数受到法律约束，现行编制为22.4万人，编制常保持不整状态，军事人员中亦包括大量军校士官以及军校教师职工，以及4.3萬名具培训新兵能力的干部。2010年，日本政府發表《防卫计划大纲》，决定将陸上自卫队的坦克数量削减到400辆，但為了对应巨大地震等大规模灾害，陆上自卫队的人数則保持不变。自衛队在踏入21世纪後開始進行海外軍事任務，參與了2002年阿富汗戰爭後的維和任務，也曾於2004年至2009年間向伊拉克派遣「自衛隊伊拉克復興支援群」，協助支援美伊戰爭後的基礎設施重建工程。2009年3月，海上自衛隊首次向索马里海域派遣了两艘護衛舰打击海盗，並在其後數月分別組成了三批舰队互相接替。航空自衛隊於2009年向索马里海域派遣两批P-3C巡逻机部队，为打击海盗进行预警监视。自民黨在2012年上台後倡議修改憲法，將自衛隊的目標設定為「本土防衛和國防保障」，同時提出取消當中否定的集體自衛權允許自衛隊到海外參與聯合國的維和反恐行動以及保護在公海上與日本共同聯合行動的船艦艇。但修憲的內容具有爭議性，因此在社會上亦引起一些疑慮。2020年，自衛隊成立宇宙作战队。
日本於2014年的國防預算總額為4.8928万亿日圓，较去年增长2.9%，但因日圓兑美元大幅贬值，換算為美元後数值實際与去年同比下降近10%。由於日本的軍購均依賴美國進口，預算中增加的款項將用在於弥补因日圓贬值而上升的进口武器装备价格的费用、恢復東日本大震災減薪措施結束後的薪资增长以及搬迁沖繩普天間美军基地。1976年，時任首相三木武夫訂立了防衛開支不得超過國民生產總值1%的限制，至今只曾於1986年超過限制，而在1980年代末經濟爆破後，自衛隊預算撥備在10多年間並無增加，故扣除通脹後實質是減少。日本軍事支出目前仍維持在GDP總值的1%，比例約為全球第134名，總支出位居美国、中华人民共和国、俄罗斯、德国、英国、法国之後，為全球第7位。
自二战以来，日本一直奉行武器出口三原则。2014年后，这项原则被防卫装备转让三原则所取代。日本开始出口一些非致命性的军事装备，并在2023年12月批准了一项变更放宽防卫装备品出口规则。2024年3月26日，日本內閣批准将未来下一代战机出售给其他国家。

## 行政區劃
日本政府在1947年根據《地方自治法》將全國分成47個一級行政區，稱為「都道府縣」，分別為一都、一道、二府、四十三縣。部份市因人口較多，在當地影響較大，而被指定為政令指定都市、中核市或特例市。截止到2013年，日本全國共有20個政令指定都市、42個中核市和40個特例市。都道府縣下的行政區劃為市町村，此外還有郡、支廳、區、特別區等行政單位。根據地理與人文、經濟特徵，日本通常被分為八大區域，包括北海道地方、東北地方、關東地方、中部地方、近畿地方、中國地方、四國地方及九州·沖繩地方。
日本自1888年起逐步實行市町村合併政策，町村數目大量減少。踏入21世紀，為增進地方分權，政府開始檢討廢除都道府縣，改實行道州制的必要性，引起日本道州制議論。1968年，日本自治省導入了地方公共團體編號制度，目前全日本的都道府縣與各市町村均有自己的編號，編號與ISO 3166-2:JP符合。

### 都道府縣
| 都道府县 | 日文 | 假名 | 首府     | 地域   | 區域   | 人口       | 面积      | 人口密度 | 郡 | 市町村 | ISO 3166-2 |
| -------- | ---- | ---- | -------- | ------ | ------ | ---------- | --------- | -------- | -- | ------ | ---------- |
| 北海道   |      |      | 札幌市   | 北海道 | 北海道 | 5,370,807  | 83,453.57 | 66       | 64 | 180    | JP-01      |
| 青森縣   |      |      | 青森市   | 東北   | 本州   | 1,323,861  | 9,606.24  | 142      | 8  | 40     | JP-02      |
| 岩手縣   |      |      | 盛冈市   | 東北   | 本州   | 1,277,271  | 15,278.51 | 87       | 11 | 35     | JP-03      |
| 宮城縣   |      |      | 仙台市   | 東北   | 本州   | 2,319,438  | 6,861.51  | 342      | 10 | 36     | JP-04      |
| 秋田縣   |      |      | 秋田市   | 東北   | 本州   | 1,029,196  | 11,612.11 | 94       | 6  | 25     | JP-05      |
| 山形縣   |      |      | 山形市   | 東北   | 本州   | 1,118,468  | 9,323.34  | 125      | 8  | 35     | JP-06      |
| 福島縣   |      |      | 福島市   | 東北   | 本州   | 1,938,559  | 13,782.54 | 147      | 13 | 61     | JP-07      |
| 茨城縣   |      |      | 水戶市   | 关東   | 本州   | 2,960,458  | 6,095.62  | 487      | 7  | 44     | JP-08      |
| 栃木縣   |      |      | 宇都宮市 | 关東   | 本州   | 1,991,597  | 6,408.28  | 313      | 6  | 33     | JP-09      |
| 群馬縣   |      |      | 前橋市   | 关東   | 本州   | 1,998,275  | 6,363.16  | 315      | 9  | 39     | JP-10      |
| 埼玉縣   |      |      | 埼玉市   | 关東   | 本州   | 7,343,807  | 3,767.09  | 1,909    | 9  | 71     | JP-11      |
| 千葉縣   |      |      | 千葉市   | 关東   | 本州   | 6,283,602  | 5,156.15  | 1,204    | 6  | 56     | JP-12      |
| 東京都   |      |      | 新宿區   | 关東   | 本州   | 13,530,053 | 2,102.35  | 6,259    | 1  | 39     | JP-13      |
| 神奈川縣 |      |      | 橫濱市   | 关東   | 本州   | 9,155,389  | 2,415.42  | 3,746    | 7  | 35     | JP-14      |
| 新潟縣   |      |      | 新潟市   | 中部   | 本州   | 2,300,923  | 12,582.37 | 189      | 9  | 35     | JP-15      |
| 富山縣   |      |      | 富山市   | 中部   | 本州   | 1,074,705  | 4,247.22  | 257      | 2  | 15     | JP-16      |
| 石川縣   |      |      | 金澤市   | 中部   | 本州   | 1,153,627  | 4,185.32  | 279      | 6  | 19     | JP-17      |
| 福井縣   |      |      | 福井市   | 中部   | 本州   | 794,433    | 4,188.76  | 192      | 7  | 17     | JP-18      |
| 山梨縣   |      |      | 甲府市   | 中部   | 本州   | 844,717    | 4,465.37  | 193      | 5  | 28     | JP-19      |
| 長野縣   |      |      | 長野市   | 中部   | 本州   | 2,126,064  | 12,598.48 | 171      | 14 | 81     | JP-20      |
| 岐阜縣   |      |      | 岐阜市   | 中部   | 本州   | 2,066,266  | 10,598.18 | 196      | 9  | 42     | JP-21      |
| 靜岡縣   |      |      | 靜岡市   | 中部   | 本州   | 3,756,865  | 7,328.61  | 513      | 9  | 42     | JP-22      |
| 愛知縣   |      |      | 名古屋市 | 中部   | 本州   | 7,532,231  | 5,153.90  | 1,438    | 10 | 63     | JP-23      |
| 三重縣   |      |      | 津市     | 近畿   | 本州   | 1,841,753  | 5,760.72  | 322      | 7  | 29     | JP-24      |
| 滋賀縣   |      |      | 大津市   | 近畿   | 本州   | 1,420,260  | 4,017.36  | 351      | 5  | 26     | JP-25      |
| 京都府   |      |      | 京都市   | 近畿   | 本州   | 2,569,410  | 4,612.93  | 571      | 6  | 28     | JP-26      |
| 大阪府   |      |      | 大阪市   | 近畿   | 本州   | 8,861,437  | 1,893.18  | 4,683    | 5  | 43     | JP-27      |
| 兵庫縣   |      |      | 神戶市   | 近畿   | 本州   | 5,606,545  | 8,392.42  | 666      | 8  | 41     | JP-28      |
| 奈良縣   |      |      | 奈良市   | 近畿   | 本州   | 1,380,181  | 3,691.09  | 379      | 7  | 39     | JP-29      |
| 和歌山縣 |      |      | 和歌山市 | 近畿   | 本州   | 984,689    | 4,725.58  | 212      | 6  | 30     | JP-30      |
| 鳥取縣   |      |      | 鳥取市   | 中国   | 本州   | 575,264    | 3,507.19  | 168      | 4  | 19     | JP-31      |
| 島根縣   |      |      | 松江市   | 中国   | 本州   | 696,382    | 6,707.32  | 107      | 7  | 21     | JP-32      |
| 岡山縣   |      |      | 岡山市   | 中国   | 本州   | 1,927,632  | 7,008.63  | 278      | 12 | 29     | JP-33      |
| 廣島縣   |      |      | 廣島市   | 中国   | 本州   | 2,857,475  | 8,476.95  | 337      | 6  | 23     | JP-34      |
| 山口縣   |      |      | 山口市   | 中国   | 本州   | 1,408,588  | 6,110.76  | 238      | 5  | 22     | JP-35      |
| 德島縣   |      |      | 德島市   | 四国   | 四国   | 764,213    | 4,145.26  | 189      | 8  | 24     | JP-36      |
| 香川縣   |      |      | 高松市   | 四国   | 四国   | 997,811    | 1,861.70  | 535      | 5  | 17     | JP-37      |
| 愛媛縣   |      |      | 松山市   | 四国   | 四国   | 1,405,325  | 5,676.44  | 252      | 7  | 20     | JP-38      |
| 高知縣   |      |      | 高知市   | 四国   | 四国   | 732,535    | 7,104.70  | 108      | 6  | 35     | JP-39      |
| 福岡縣   |      |      | 福岡市   | 九州   | 九州   | 5,126,389  | 4,971.01  | 1,020    | 15 | 69     | JP-40      |
| 佐賀縣   |      |      | 佐賀市   | 九州   | 九州   | 837,977    | 2,439.23  | 348      | 7  | 23     | JP-41      |
| 長崎縣   |      |      | 長崎市   | 九州   | 九州   | 1,392,950  | 4,092.80  | 349      | 4  | 23     | JP-42      |
| 熊本縣   |      |      | 熊本市   | 九州   | 九州   | 1,798,149  | 6,908.45  | 263      | 10 | 48     | JP-43      |
| 大分縣   |      |      | 大分市   | 九州   | 九州   | 1,176,891  | 5,804.24  | 206      | 3  | 18     | JP-44      |
| 宮崎縣   |      |      | 宫崎市   | 九州   | 九州   | 1,119,544  | 6,684.67  | 170      | 8  | 31     | JP-45      |
| 鹿兒島縣 |      |      | 鹿兒島市 | 九州   | 九州   | 1,668,003  | 9,132.42  | 187      | 11 | 49     | JP-46      |
| 沖繩縣   |      |      | 那霸市   | 冲绳   | 冲绳   | 1,467,071  | 2,271.57  | 613      | 5  | 41     | JP-47      |

## 經濟

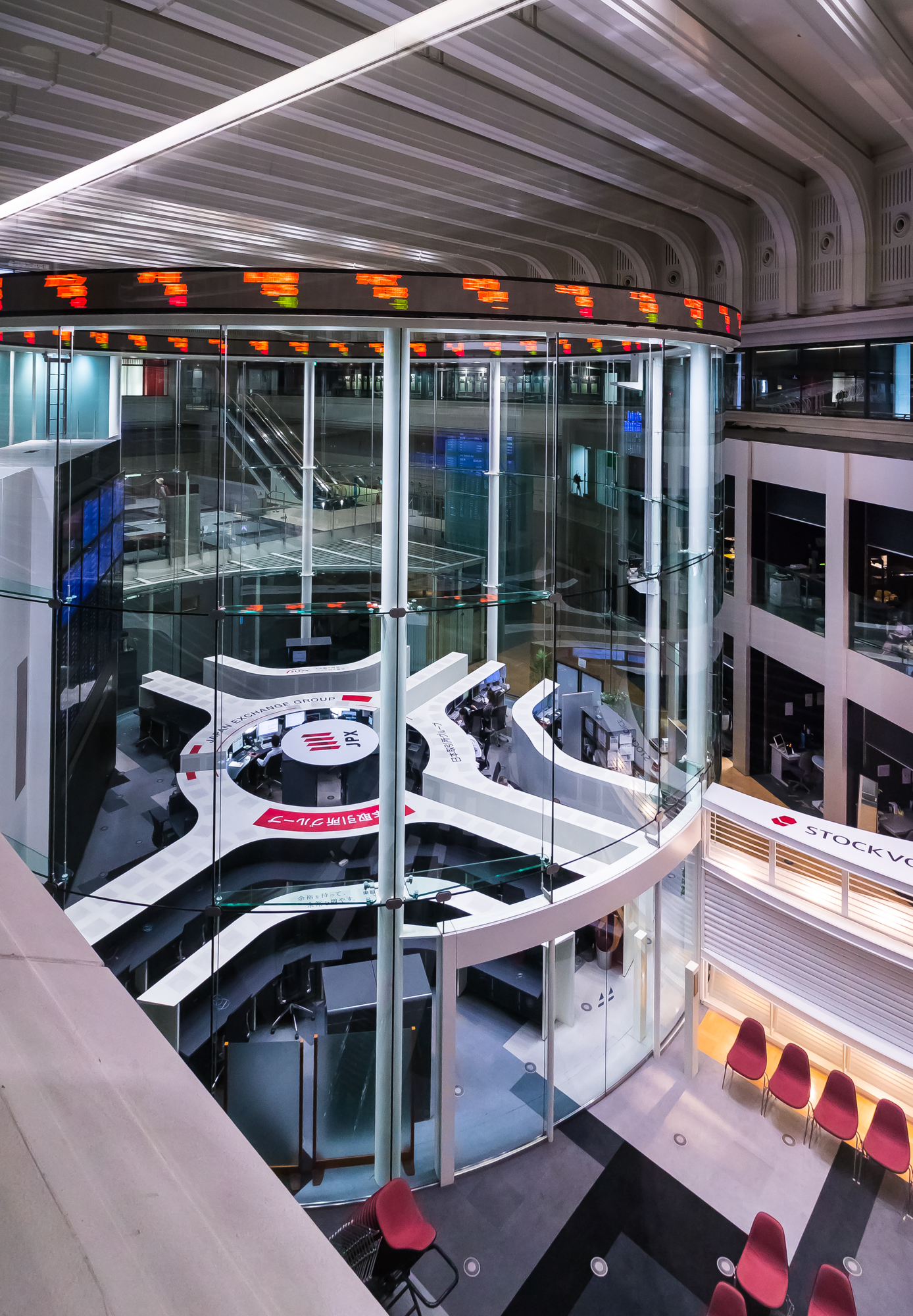
東京證券交易所的規模在世界前五大之內

日本的經濟在第二次世界大戰中受到毀滅性打擊，但在戰後快速復興。日本经济自1960年代开始持续长达30年的高度增长，被誉为“日本战后经济奇迹”，目前绝大多数世界知名的日本跨国企业都诞生于这一时期。从1990年代开始，由于过度投资所造成的資產膨脹以及证券和房地产市场的「泡沫化」，日本经济最終在逾放比過高與日圓不斷升值下，泡沫經濟崩溃，而政府改革经济的努力也沒有成效，被稱作「失去的十年」。2002年2月以來日本经济的景氣景象一直擴大，創下了戰後最長的景氣復甦期紀錄。
日本是一个自由市场经济体，其科研能力、工業基礎和製造業技術在世界位居前茅，同时也是当今世界第四大出口国和进口国。日本经济发达，国民拥有很高的生活品質。日本GDP总量1968年超过联邦德国，自1968年至2009年，日本一直保持世界第二大经济体的地位；2010年和2023年分别被中华人民共和国、德国超过，GDP总量退居世界第4位。2023年日本全國国内生产总值达4.2万亿美元；人均国内生产总值3.3万美元，在世界排第34名。此外，日本還是世界最大的債權國，海外淨資產達到296.3兆日圓。日本经济的特点包括製造商與供應商和經銷商的緊密结合、强大的企业联盟和對於僱員採用年功序列制與終身僱用制等。

### 產業結構

#### 第三產業
日本的第三产业，特别是银行业、金融业、航运业、保险业及商业服务业对GDP贡献最大，佔全國GDP逾70%。东京是日本第一大城市和经济中心，也是2023年是世界GDP排名第二的都会区（仅次于纽约），同时也是世界顶级的金融、航运和服务中心。服务业是日本第三产业的核心，佔日本GDP逾70%；日本2011年的服務貿易出口佔世界出口3.4%，排名全球第七。
截至2016年，日本有219家公司名列富比士全球企业2000强，佔總數10.95％，東京電力、NTT、三菱UFJ、瑞穗、野村、三菱地所、東京海上、三井住友、JR東日本、7&I和日本航空均是世界規模數一數二的公司。日本三菱是世界上仅次于美国通用電氣公司的超级企业财阀，2013年世界五百强企業中上榜的62家日本企業當中，就有5家屬三菱旗下。三菱日聯金融集團為日本最大的金融機構，2013年時點的總資產達230兆日圓，旗下的三菱UFJ也是日本以至亞洲以資產計最大的銀行，郵貯銀行則是世界上存款總額最庞大的金融機構。三菱UFJ金融集团、瑞穗金融集团和三井住友金融集团在世界金融界具有举足轻重的地位，是全球最大的海外贷款业者，东京证券交易所也是仅次于纽约证券交易所的世界第二大证券交易所。
日本的旅游产业也非常发达，聯合國世界觀光組織報告指日本在2013年以24%的成長率成為世界旅遊成長最快速地點，而世界经济论坛发布的《旅游业竞争力报告2015》也指出，日本旅游竞争力在全球141个经济体中排行第9，位居亚洲第一。日本的服務和產品種類繁多，競爭激烈，因此廣告業亦非常興盛，也造就了行業龍頭電通成為全球市佔率第五、淨收入第一的巨型廣告公司。
动漫是日本文化艺术的重要表现形式，作品具有鲜明的民族特色。日本製作的動畫節目佔全球播放的60%，因此日本享有「世界動漫王國」的美譽。1950年代以後，漫畫逐漸成為日本出版業的主要部分。2006年日本漫畫業績達到4810亿日圓，而日本動畫2011年的海外業績亦達到177億日圓。秋葉原則是世界首屈一指的動漫及電器集散地點。
日本的航空运输业也相当发达，东京的羽田机场和成田机场的客货吞吐量均居世界前列，其中羽田机场2014年的旅客吞吐量在全球排前4名，是世界上最繁忙的机场之一。在2013年机场服务质量排名中，羽田机场位列世界第二，航班晚点率全球最低，而且是全球衛生情況最佳的機場。日本的四大航空公司日本航空、全日空、Air Do、天馬航空为日本空中交通的重要标志。由於日本99.7%的原材料和商品均依賴海運進出口，水路交通一直被重視而且十分便利。日本全國一共有1020個各式的港口，當中屬於指定重要港灣的超級中樞港灣包括了「京濱港」（東京港、橫濱港）、「名四港」（名古屋港、四日市港）以及「阪神港」（大阪港、神戶港）。

#### 第二產業

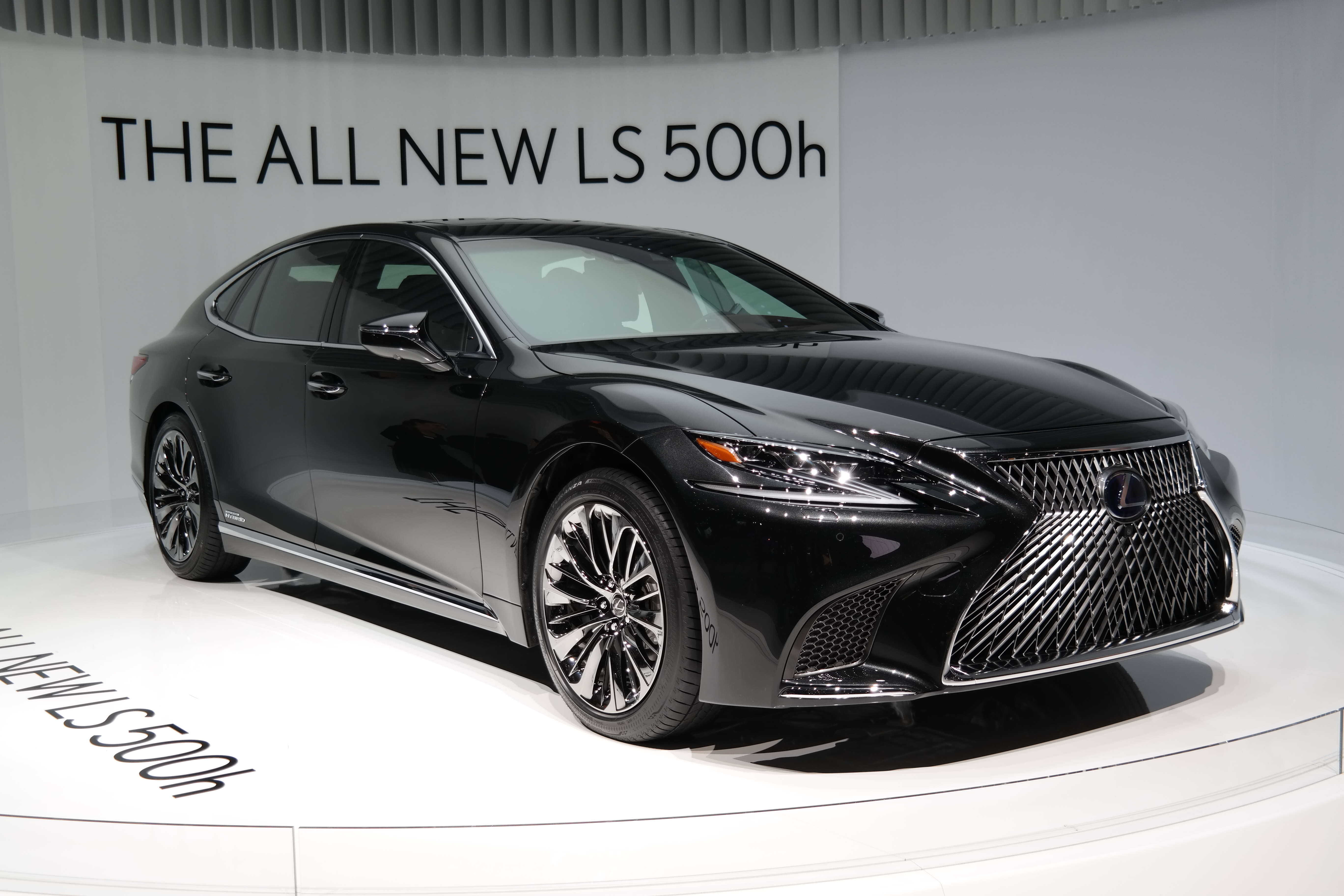
汽车是日本的主要产业。凌志 LS

日本的主要工业範圍包括钢铁、汽车、造船、电子电器、化工、纺织和食品加工等，當中汽车工业佔日本制造业總产值16%，其产业链延伸到制造、销售、维修保养、材料等广阔领域，与汽车工业相关的从业人员也佔了全国就业人数的10%，为日本国民提供了巨大就业机会，因而被稱為日本的「支柱产业」，也使日本成為全球第二大汽車出口國。此外，日本是世界最大的碳纖維生產國，全球70%以上碳纖維產量均源自日本公司。日本的核发电量居世界第三位，僅次於美國和法國。
日本的电子机械市場在基本上是由日立、松下、索尼、东芝、NEC、富士通、三菱电机、夏普和三洋电机等九大製造商瓜分，以电子电器产业和汽车工业为代表的制造业高速发展。汽车工业方面，日本汽车的生产量位全球第三，僅次於美国和中国，以丰田、马自达、本田、日产、速霸陸、三菱汽车、日野、五十鈴等公司的产品畅销全球。由于电子机械包括了洗衣机、电冰箱、灯光设备以及个人电脑等多個範疇，总生产额超过了日本整个机械工业的10%，因此也被視為汽车工业以外的第二個支柱产业。

#### 第一產業

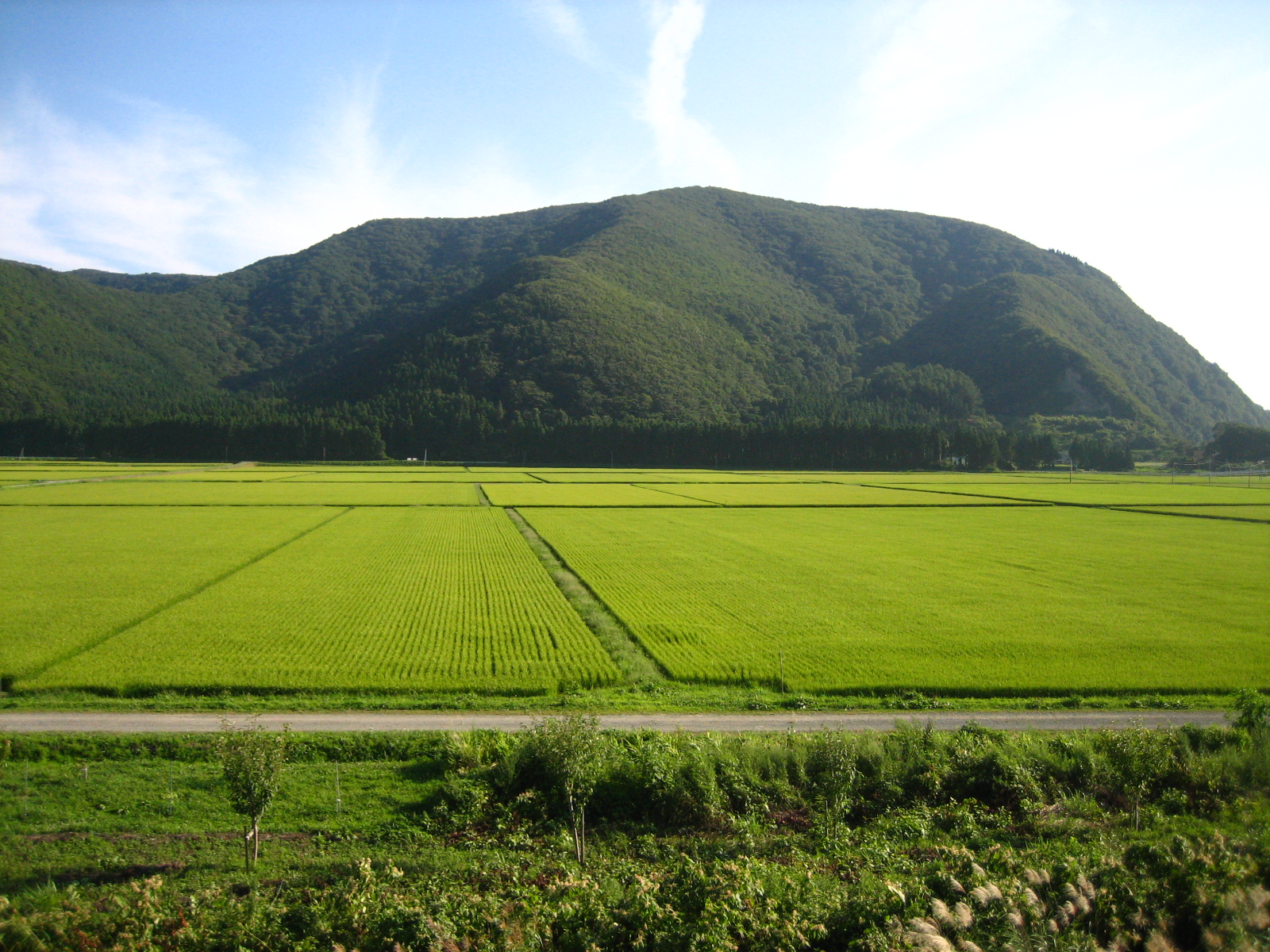
会津的稻田

日本的农业实行小型机械化，单位耕地产量世界第一。日本的稻米主要在日本海沿岸地區和東北地方生產，自给有余，而在越光米、富士蘋果等農產品均聞名於世界。日本政府的農業政策除了會確保國內糧食穩定供應外，也推動農業現代化、農民收入穩定。日本渔业资源生产量佔全球15%，捕鱼船隊規模居世界前列。日本的森林覆盖率高达65%以上，是世界上森林覆盖率最高的国家之一，但是由於林业主要著重於保護生态环境，因此工業上使用的木材基本使用进口资源，是世界上进口木材最多的国家。此外，日本还是世界上填海造陆面积最大的国家之一，有0.5%的國土面積來自填海。

### 对外贸易
外贸在国民经济中占有重要地位，日本是世界第四大出口国和进口国。日本在1950年代确立了贸易立国方针，加入世界贸易组织后開始跟大多数国家和地区进行自由贸易，这为日本对外贸易规模的扩大创造了有利的国内和国际条件。此后，日本的对外贸易迅猛增长，主要贸易对象为中國大陸、美国、澳大利亚、南韓、香港、台灣和沙地阿拉伯等，並在東南亞市場具有重要的經貿地位。日本主要出口的商品包括汽车、半導體、鋼鐵、塑膠、化工产品等，而主要进口的产品則是化石能源、机械、影音產品和纺织品等。目前中国大陸是日本最大的贸易伙伴。

### 基建和交通

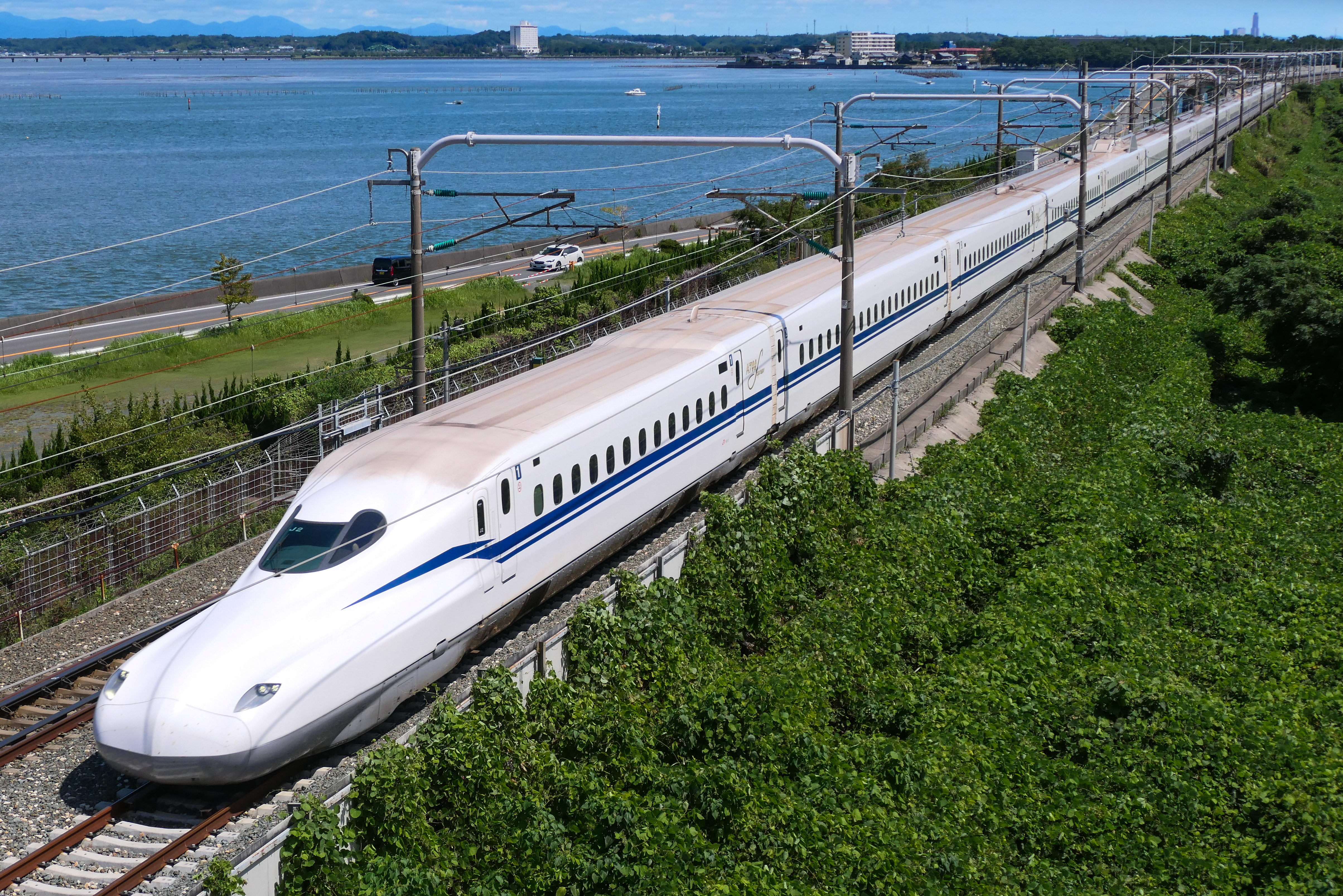
日本新幹線（N700S系）

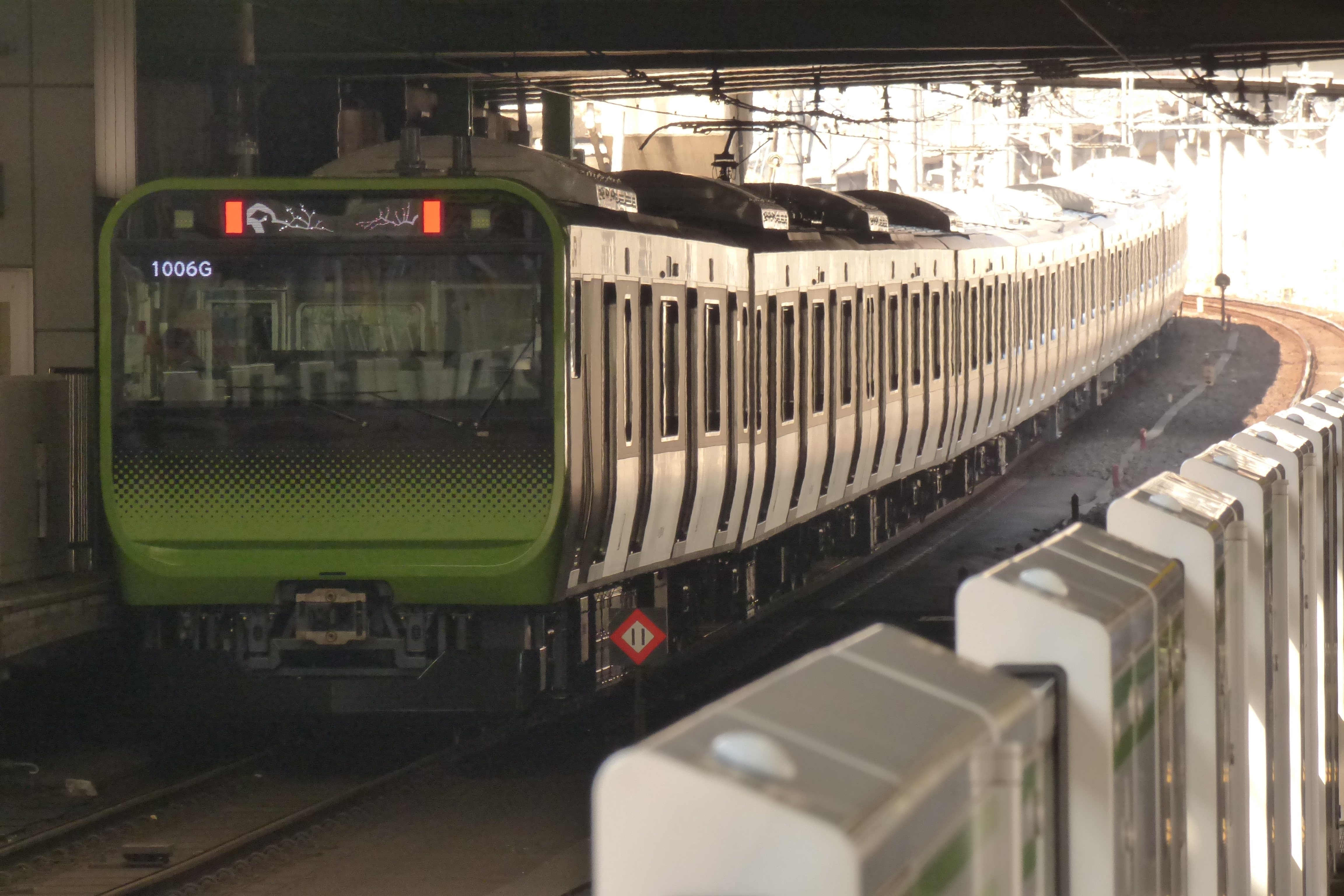
山手線 E235系

日本的交通以公路、铁路、航空和水路为主。各种交通运输方式的技术水準和运输量均居世界前列。
尽管国土狭小，日本的道路总长度約120萬公里，居世界第六位。日本高速公路收費和徵稅都較其他國家高，但同時亦在公路維修和保養方面投放不少資源、節能方面也屬世界領先。
日本的铁路亦处世界领先水準，且客運路線基本实现电气化。2021年，日本鐵路的總長度27,182公里、總客運量高達253億，為全球最繁忙的铁路网。东京是日本的海陸空交通总枢纽，同時擁有目前世界上最複雜、最密集且運輸流量最高的通勤鐵路系統，东京地铁則是世界上流量最大的城市軌道交通系统。此外，日本还是世界上地下街最多的国家。
2024年，日本擁有993個港口，数量雄居世界前列，为世界海运大国。為增加在國際海運市場的競爭力，目前日本政府將國內6大商港劃為3個「超級中樞港灣」，分別為「京濱港」（東京港、橫濱港）、「名四港」（名古屋港、四日市港）、以及「阪神港」（大阪港、神戶港），以協同作戰的方式應對周邊國家港口崛起的挑戰。
日本的基礎建設完善，特別是交通建設上。1964年開通的新幹線是世界最早的高速鐵路，其中歷史最為悠久的東海道新幹線更是世界上最繁忙的鐵道，全長515.4公里。連接本州和北海道的青函隧道為目前世界上最長的海底隧道，全長3,911米的明石海峽大橋則是世界上第二長的悬索桥。

#### 供水和改善卫生设施
在日本，供水和卫生的责任由多个政府部门承担：厚生劳动省负责家庭用水供应，国土交通省负责水资源开发和改善卫生设施建设，环境省负责环境水质管理和环保工作，而总务省则负责公共设施的性能评估。在日本，所有人都可以获得改善水源，大约98%的人口使用公共设施提供的自来水。

### 能源
截至2019年，日本的能源有37.1%来源于石油，25.1%来源于煤炭，22.4%来源于天然气，3.5%来源于水力发电，而核能仅占2.8%，其余则来自其他能源。与2010年的11.2%相比，核能的使用已大幅下降。尽管政府官员努力争取公众支持，以图恢复部分核电站的运营，但2011年3月福岛第一核电站发生重大核事故之后，由于公众的强烈反对，截至2012年5月，日本国内的所有核电站均已停止运营。不过，仙台核电站于2015年重新启动，此后，其他几座核电站也陆续恢复运营。由于日本国内资源储备有限且高度依赖能源进口，因此，该国一直致力于能源多元化和提高能源使用效率。

### 創新科研

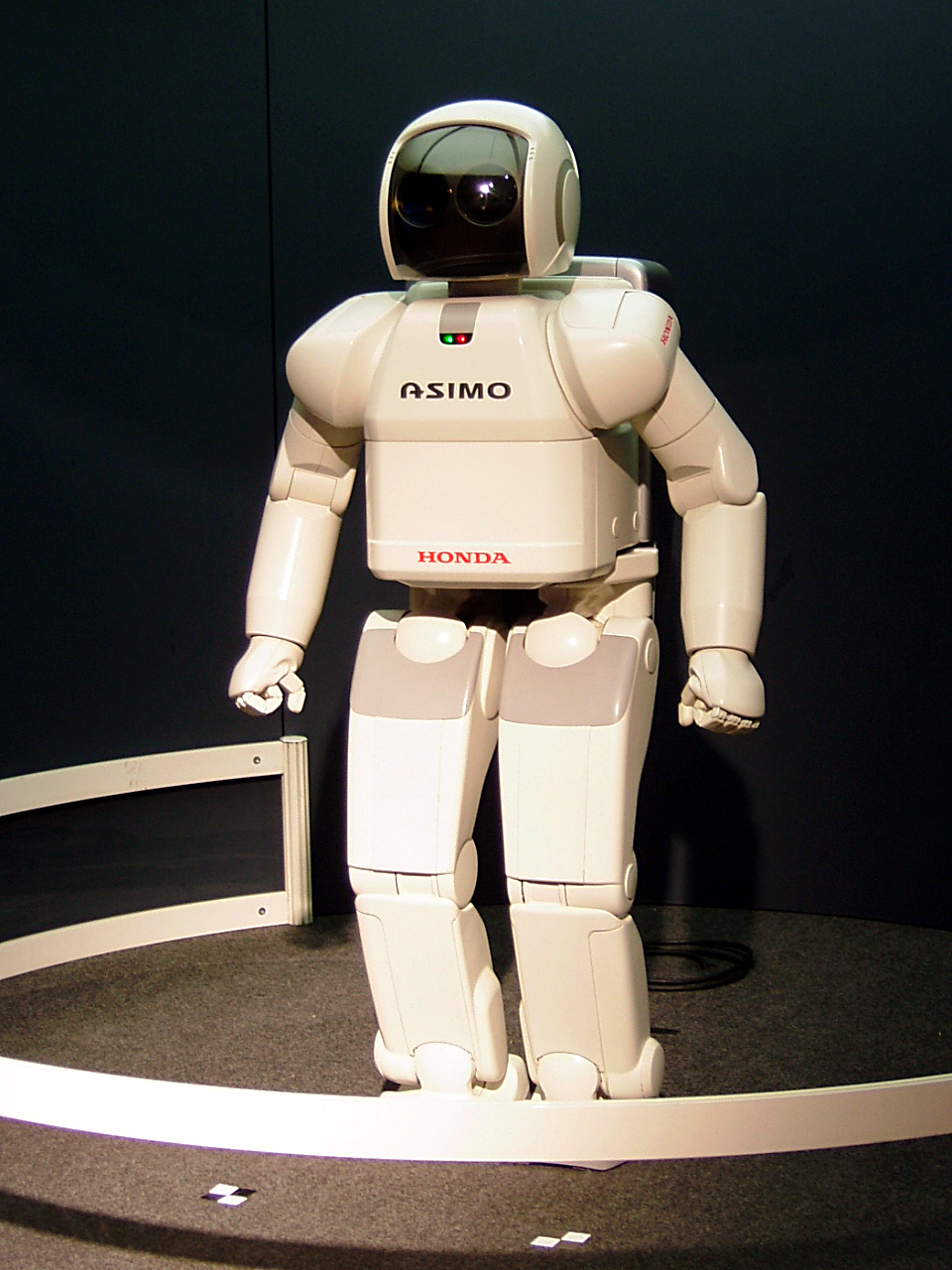
由日本本田技研工业於2000年所开发的类人型机器人ASIMO

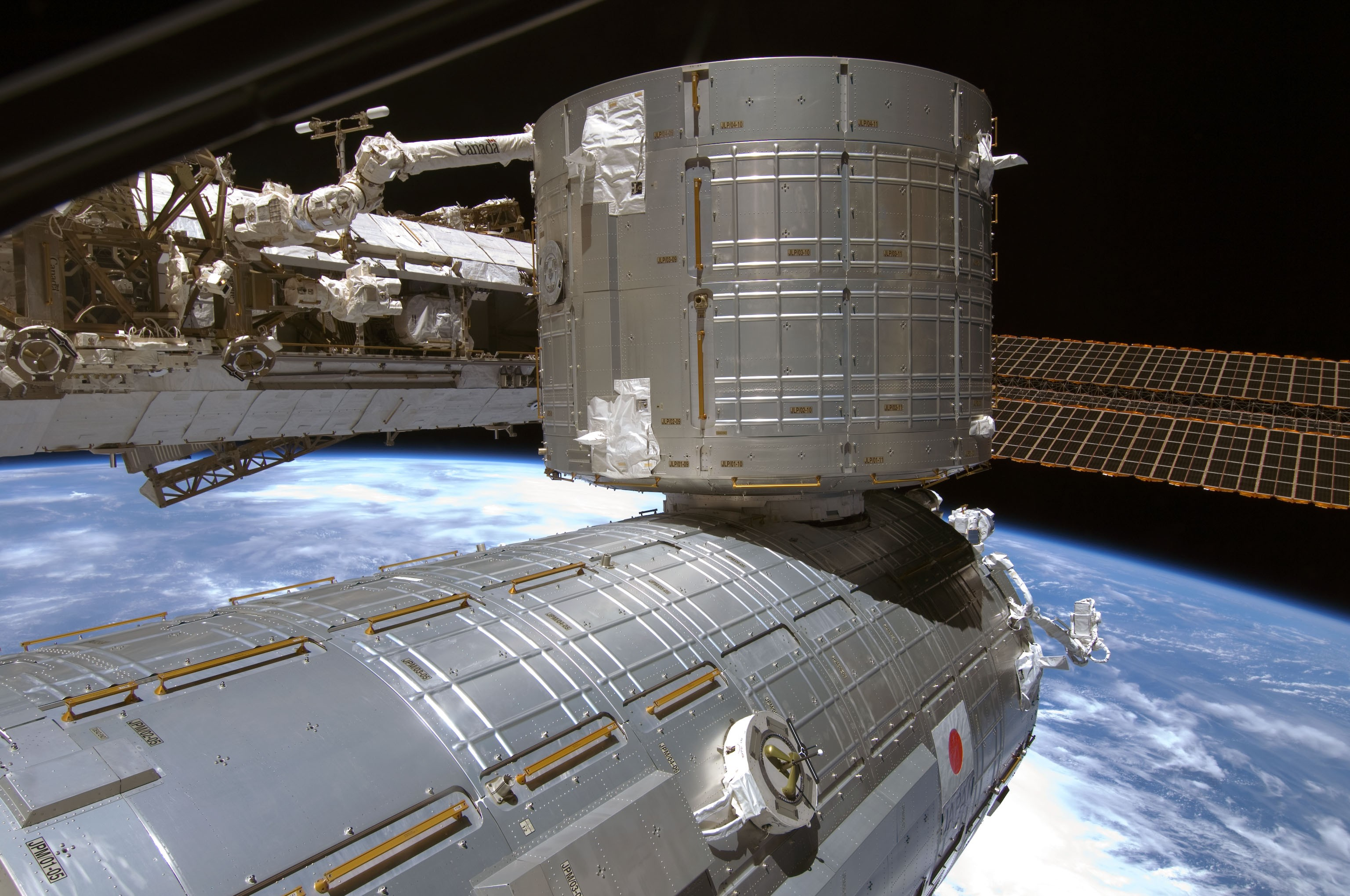
國際太空站上的希望号实验舱

日本在全球百大创新力科研企业中佔28個席位，僅次於美國。日本全国有约70万的科研人员，每年的科研经费达1300亿美元，高居全球第三。日本在電子、手機通訊、低耗能環保車、機械、工業用機器人、光學、化學、半導體和金屬等多項領域具世界領先技術且屢獲殊榮，並在諾貝爾物理學獎、諾貝爾化學獎、諾貝爾生理學或醫學獎各有11人、7人、5人獲獎，自然科學三大獎（23人）人數為亞洲第一。此外，日本獲得其他國際科學大獎的人數，也都是亞洲第一。其包括沃爾夫獎（科學類8人）、富蘭克林獎章（12人）、拉斯克獎（7人）、蓋爾德納國際獎（13人）、羅伯·柯霍獎（11人）以及湯森路透引文桂冠獎（26人）。
日本工業用料的科技水準屬世界頂尖，目前日本為全球唯一能製造出第五代單晶的國家，如勞斯萊斯的Trent系列發動機就是使用了進口自日本的單晶製造，而且日本的高科技发展也減低了能源和原材料的消耗，每工业生产单位产值所使用的能源和原材料均為世界最低。另外，日本的工业用机器人产量占了世界一半以上，比次位的美國多出逾4倍，在工业机器人的制造、传动和伺服技术上也屬領先地位。日本用於军事技术的研究费用並不高，但相反地積極推行以民用技术为主的技术发展路线。在民用为主的技术发展路线之下，日本的科技研究以服務民生為首要目標，科技力量主要集中于民间企业的研究开发机构。

### 太空事業
在太空科技方面，东京大学在1955年发射了日本第一枚小型火箭，隨後日本太空科技在宇宙航空研究開發機構（JAXA）的領導下開始逐步發展，于1970年成功將大隅號卫星成功送入预定轨道，使日本成为世界上继美国、苏联和英国后第四个發射人造衛星上天的國家。踏入21世紀，日本太空科技迅速發展，2007年，日本顺利发射绕月探测卫星辉夜姬，成为继美苏之后第3个成功发射月球探测器的国家；日本发射的小行星探测器隼鳥號在2010年從小行星25143返回地球，是首個在月球以外的星球着陆并安全歸來的人造航天器，已被健力士世界纪录认定為「世界上首架從小行星上帶回物質的探測器」。這些創舉都為日本跻身世界太空强国之列做出了貢獻。

## 社会

### 人口

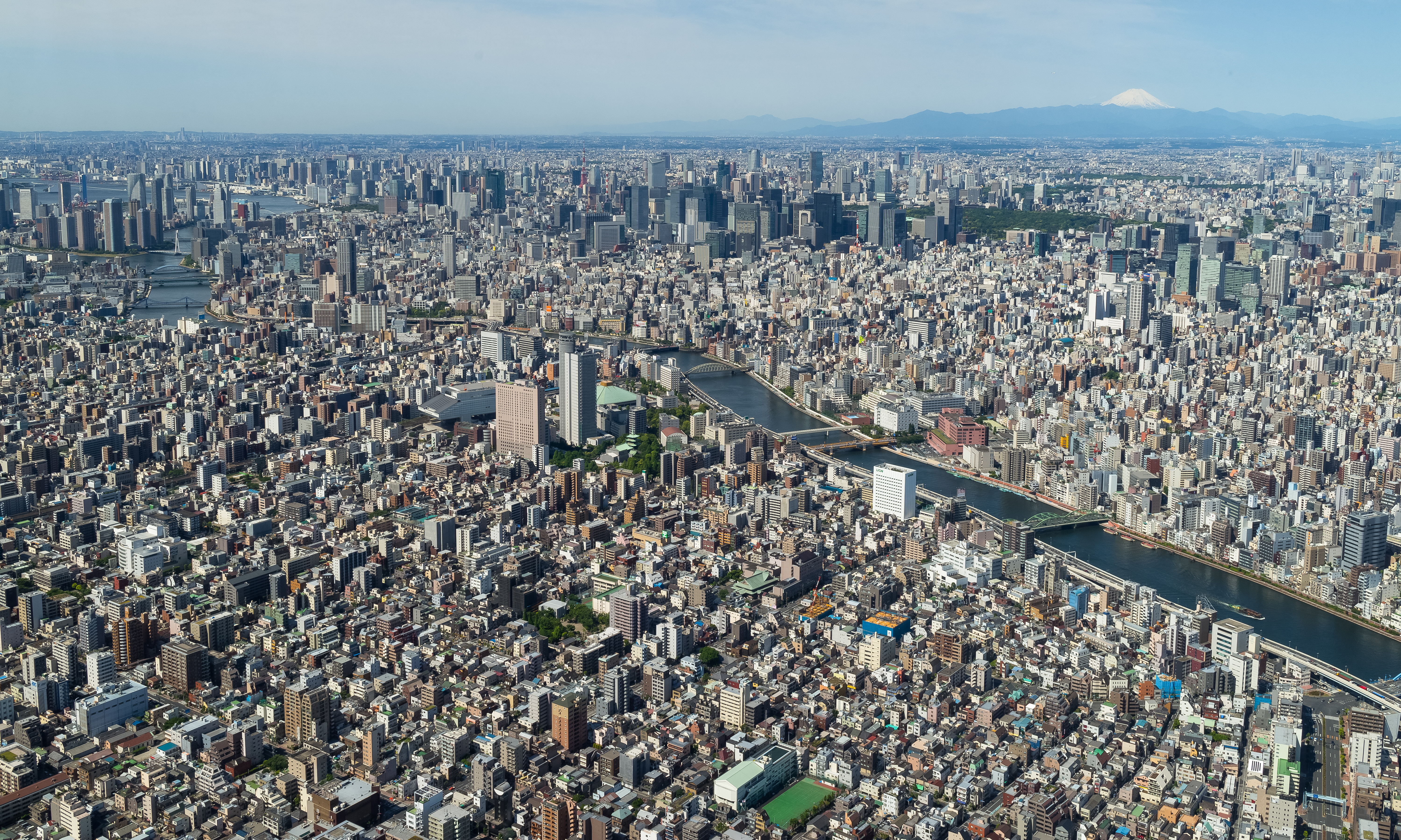
從東京晴空塔的頂部俯瞰東京，这是全球人口最多的都會區

2022年数据显示，日本总人口近1.25亿，其中日本国民约1.22亿，其余人口由少数外国居民构成。
日本的人口密度約為每平方公里336.8人，其中又以太平洋沿岸地區與南部地區最為密集。在日本，除了四國地方，各地方均有人口在100萬以上的大都市。主要都市都集中在沿海地區的平原，10%的日本國土集中了90%的日本人。全國80%的人口居住於城市或大城鎮，26%以上的人口居住在首都圈，49%以上的人口集中在大東京、京阪神、中京等三大都會圈，而東京都人口密度為每平方公里5,748人。現在東京城市群（即首都圈）的人口達到3千6百70萬人以上，為世界上規模最大的都會區，但在都心地帶也引發了地價昂貴等問題，東京更是全球最貴的辦公地點之一。而在農漁村，大量的青年離開本地前往都市，使這些地區逐漸出現過疏化和老齡化問題。
日本是全球老龄化速度最快的国家，其老年人口比例也位居世界之首，占总人口的三分之一。这一现象是二战后婴儿潮、预期寿命延长以及出生率下降等多重因素共同作用的结果。日本的总和生育率仅为1.4，远低于2.1的更替水平，位列全球最低生育率国家之一。同时，日本的人口中位数年龄高达48.4岁，为全球最高。截至2020年，超过四分之一的日本人口年龄超过65岁。随着越来越多年轻日本人选择不婚或无子，预计到2065年，日本人口将锐减至约8800万。日本平均壽命位於世界前列，2016年平均壽命男性80.98歲，女性87.14歲。厚生勞動省發布，截至2022年9月1日日本100歲以上的人瑞高達9萬526人。
人口结构的变化引发了一系列社会问题，尤其是劳动力减少和社会保障成本上升。日本即將面臨被扶養人口急劇增加、勞動力成本提高和福利體系負擔加重的危機。2019年7月10日，日本厚生勞動省公布的日本人口數字較前一年減少43萬3,239人，日本人口持續負成長。日本政府预测，到2060年，劳动年龄人口与老年人口的比例将接近1:1。
人口下降將會影響日本的經濟及社會，日本也是世界勞動力缺口最嚴重的國家之一，但儘管面對如此嚴峻的情勢，日本政府目前婉拒大規模移民計劃，日本民眾更反對任何形式的長期居留，僅22%能夠接受移民，而日本的外國出生人口幾乎也都以鄰近的中國、朝鮮半島移民為主。從1990年開始，開放了外國工人參加日本的技術培訓計畫，但僅允许少量臨時移工。近年日本政府亦有意扩大接纳外国劳动力。自2019年特許「國際技能實習」以後，日本的定居勞工大增，社會逐漸與國際流動接觸，外籍政策已經開始鬆動，而日本也變成移民國家目的地，搬遷入籍與海外出生日本人入籍也逐漸開始呈上升趨勢，但由於經濟不振與日幣萎靡，還需要配套才能吸引人才來補充。日本于2019年4月1日修订了移民法，以保障外国劳动者的权益，从而缓解某些行业的劳动力短缺问题。
截止2022年，92%的日本人生活在城市中，日本的首都和最大城市东京都的人口数量达到1390万。这座城市是东京都市圈的组成部分。东京都市圈是世界上最大的都市区，2016年人口总数为38,140,000人。日本是一个种和文化高度单一的社会，其中，主体民族和人占国家人口的98.1%。该国的少数民族包括原住的阿伊努族和琉球族。 还有在日朝鲜人、 日本华人、 在日菲律宾人、 回流的日裔巴西人 和日裔秘鲁人 等也都是日本的少数族裔。此外，历史上受压迫的部落民也是社会上的一个少数群体。

### 民族和語言

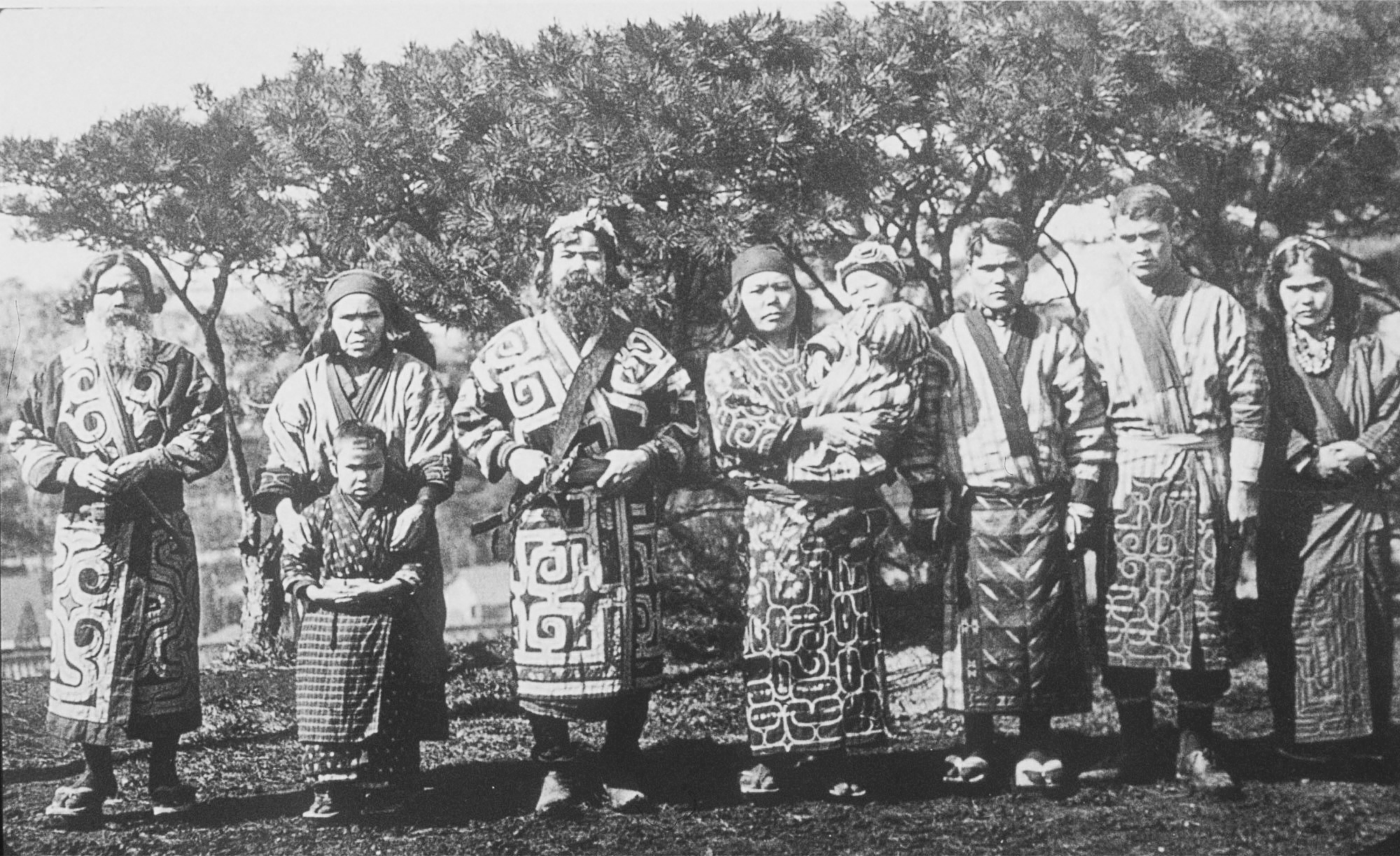
日本阿伊努族，1904年摄于日本东京

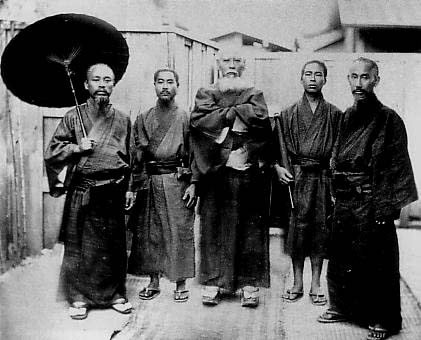
琉球族男性

根據總務省統計局公布，1億2,477萬6,364人（2019年1月）。雖然大和民族佔日本人口的大多數，但嚴格意義上日本並非單一民族國家。由於日本在19世紀末以來開始接收移民和多次擴張領土，目前境內也存在數個少數民族，當中包括阿伊努族（約20萬人）、朝鮮人（約82萬人）和華人（約92萬人），另有因沒有統計項而數量不明的琉球人等（估計約187萬人）。在日本，大部分日本人和在日外國人都通日語，現行的公用語言稱為標準語或共通語，以江戶山手地區（今東京中心一帶）的中流階層方言為基礎。在17世纪前，京都作為日本的政治和文化中心，當地的语言曾經是日本的标准语言。但是自從德川幕府统治日本後，江户（即現今的東京）的语言便成为日本的标准语。日本各地也存在不同的方言，主要可分为東日本方言和西日本方言，而兩者中較具代表性的包括了近畿方言（關西腔）、東北方言和混合了琉球語口音和詞彙的沖繩日語等。還有一些少數民族語言，主要有在琉球群島地區琉球人使用的琉球語及母語使用者不足100人的阿伊努人語言愛努語。英語是日本國民教育中標準的項目之一，但因日語音標一定會帶a、i、u、e、o五個母音音標的特性，加上日本人通常直接以假名音譯外來詞，導致日本人在英語發音上面（尤其是r和l音）普遍有一定程度上的不準確。

### 宗教信仰
神道與佛教是日本的主要宗教。現在大多數日本人心理上并沒有特定的宗教信仰，但是日本人生活中的許多儀式和活動都與神道和佛教有著密切的關係，例如婚禮、喪禮等。《日本書紀》記述，佛教于552年傳入日本，其後在圣德太子的積極推广下在日本迅速传播开来。神道則是在日本本土所發展出來的宗教，神社是祭神的場所，神道最主要的神為天照大神，是日本皇室的祖靈，此外，也認為自然界萬物皆有神。目前最多日本人信奉神道，佛教排第二，由於幾個世紀以來的神佛習合，許多人同時信奉神道與佛教。
基督宗教在1549年進入日本（當時的傳教士均屬天主教會），至17世紀初大約有75萬名教徒；然而後來德川幕府實行禁教政策，並迫害信徒及傳教士，直到19世紀後期日本解除鎖國後，傳教活動才再次興盛於日本。現在日本經過正式受洗的基督宗教信徒不超過總人口的1%，但因其常佔有較高社經地位，故社會影響力遠大於此比例，其中最大的宗派為日本基督教會（新日基）。
伊斯兰教在20世纪初期從奧斯曼帝國传入日本，目前日本的穆斯林约有12.6万人，以外籍人士居多，日籍穆斯林不足一万。分别在东京、神户、名古屋和福冈四地拥有一定规模的清真寺，其中以东京清真寺最为著名。

### 建筑

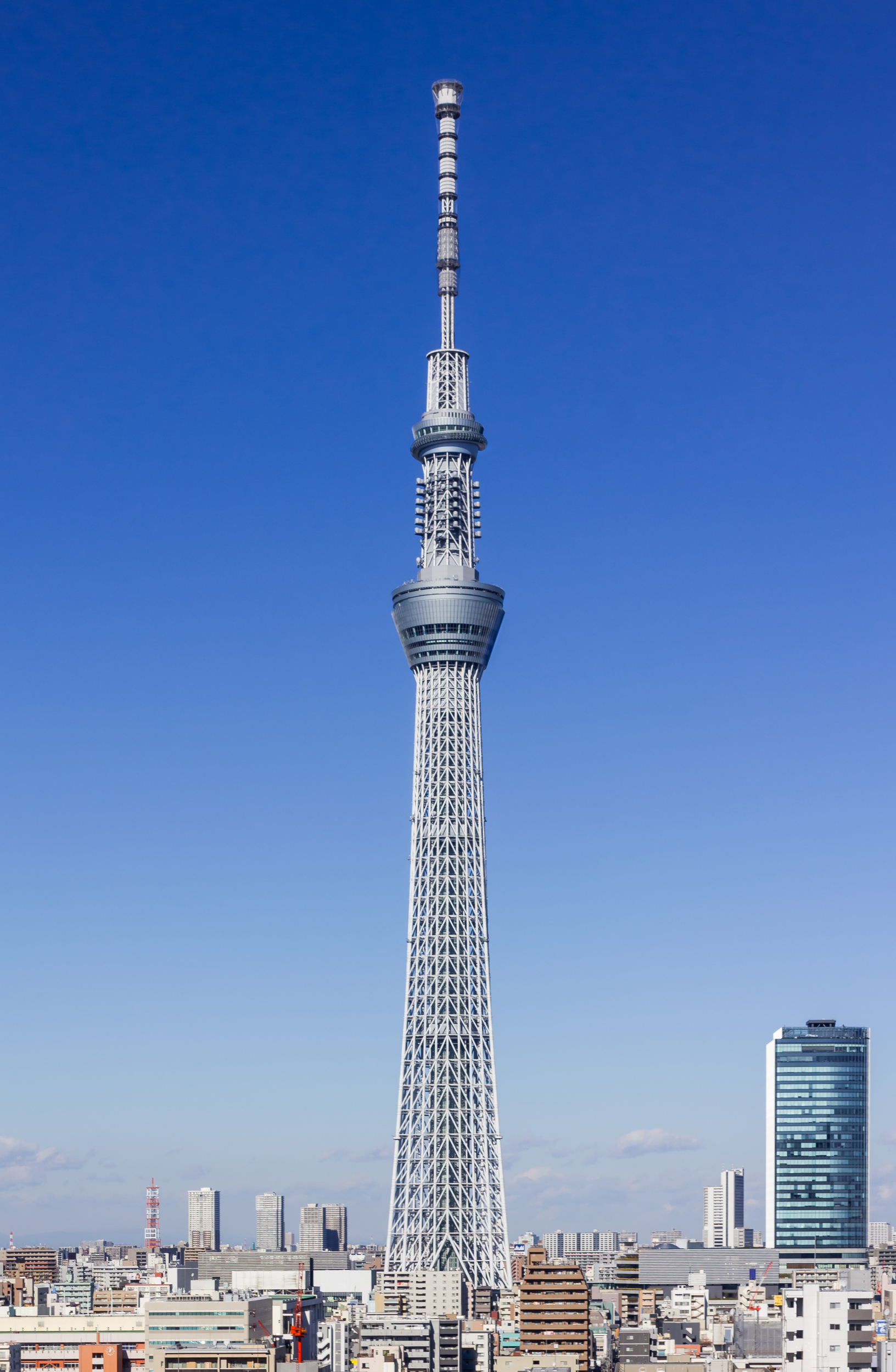
东京晴空塔为現時的「世界第一高塔」，亦为世界第二高的人工构造物

日本建築擁有久遠的歷史，最早在6世紀受到中國建築的影響，佛教在傳入日本時同時帶入中國隋唐的建築技術與風格，大量興建佛寺和宮殿，隨後慢慢發展出屬於日本的獨特風格。自16世紀起，府邸和城樓取代佛寺成為主要建築活動，城堡在江戶時代已演變為地方的政治與經濟中心，各大城市的富有人家也開始興建不同規模與風格的府邸。
日本在明治時代開始引入西方的建築技巧、材料和風格，建造與傳統風格有極大差別的鋼鐵和水泥建築。二战前最早的日本建筑受到西方影响，材料、功能、结构和比例之间的关系得到最大限度的发展，二戰後，重建的城市與舊有的建築樣貌完全不同，逐而發展出現代的日本城市建築風格。1950至1960年代奠定日本建筑发展的基调，日本建築師開始在早期基礎上寻找日本建筑文化与西方建筑理念之间重叠的部分，互相替換，得出的成品既和西方建筑融为一体，但也有日本自己的特色。同一時期，日本經濟快速成長，許多城市建築（例如東京鐵塔）都是在20世紀中後期興建的，當時是日本建築粗野现代主义建築的最興盛時期，代表建築包括在1961年落成的東京文化會館。
日本建筑对自然环境的关注、日本传统文化的坚持以及东西方建築風格之间的平衡是其較為重要的特點。1991年，具後現代風格的東京都廳舍完工，掀起日本的摩天大樓風潮，其後東京國際論壇大樓、六本木新城、東京晴空塔等地標性建築逐一落成，標誌著日本建築已走出一条与西方建筑体系不同、充滿本土色彩的风格，正式踏入一個新時代。

### 醫療
日本的醫療保險制度始建于1922年，當時新通過的健康保險法建立了以受僱者爲對象的醫療保險制度，其後1938年頒布的《國民健康保險法》則建立了以自營業者、農民爲對象的國民健康保險制度。1961年，日本政府提出所有國民都有義務加入國民健康保險，從而日本實現了全民醫療保障。1973年，70歲以上長者開始獲政府提供免費醫療服務，同年也新設了高額治療護理費支付制度和提高了分娩費和喪葬費。日本的醫療保險主要分為國民健康保險（地區保險）和受僱者保險，前者覆蓋普通國民，如農民、自僱人士和退休人士等，後者則只覆蓋現職人士。兩種保險均需要患者負擔一定比例的費用，但是只要在社會保障指定醫院看病，受僱者保險將會負擔其診療費80%，而地區保險也會負擔醫療費的70%、門診費的70%和退休人員住院費的80%，病人也可以自己選擇屬意的醫生和醫院。

### 教育

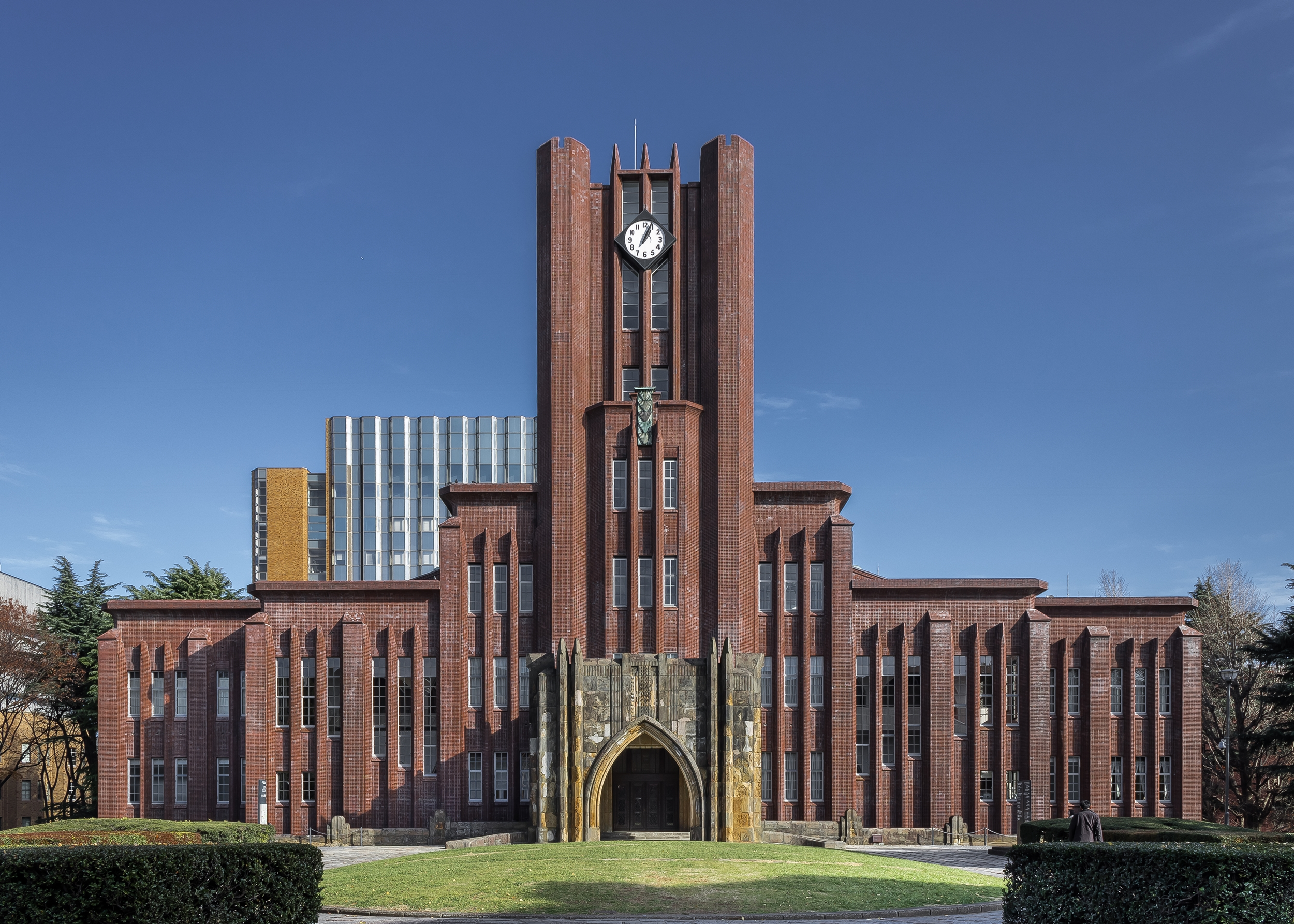
2022年全球大學排名第23位的東京大學（安田講堂）

日本實行小學校6年、中學校3年的義務教育，大部分學生在接受完義務教育後還會繼續進入高等學校。2010年高等學校就學率為98%，位列全球第一，大學就學率也高達45.5%。日本的識字率亦為全球之冠，達到99%。第二次世界大战之后，日本陆续开始普及6年小学，3年中学的9年制义务教育。1970年代，高中教育普及化，直到20世纪末，大学教育也开始逐步普及。
21世纪開始，日本将教育大众化逐步迈向重点发展研究生教育，目標是要把研究生的人数從20世纪末的10万翻增加至20万。国民终身教育也是21世纪日本教育的新亮点，公民馆、图书馆、博物馆等公共教育文化体系已经遍布日本各地。學校皆有配設校園護理站，作為學生傷病時的第一時間對策中心。
日本的小學校和中學校幾乎都有戶外操場，不過高校則不一定。大約90%學校有健身室，85%學校有戶外游泳池。截至2006年，日本有青少年活动中心1,320个，公民馆17,143个，博物馆1,196个和公共图书馆2,979个。

### 體育

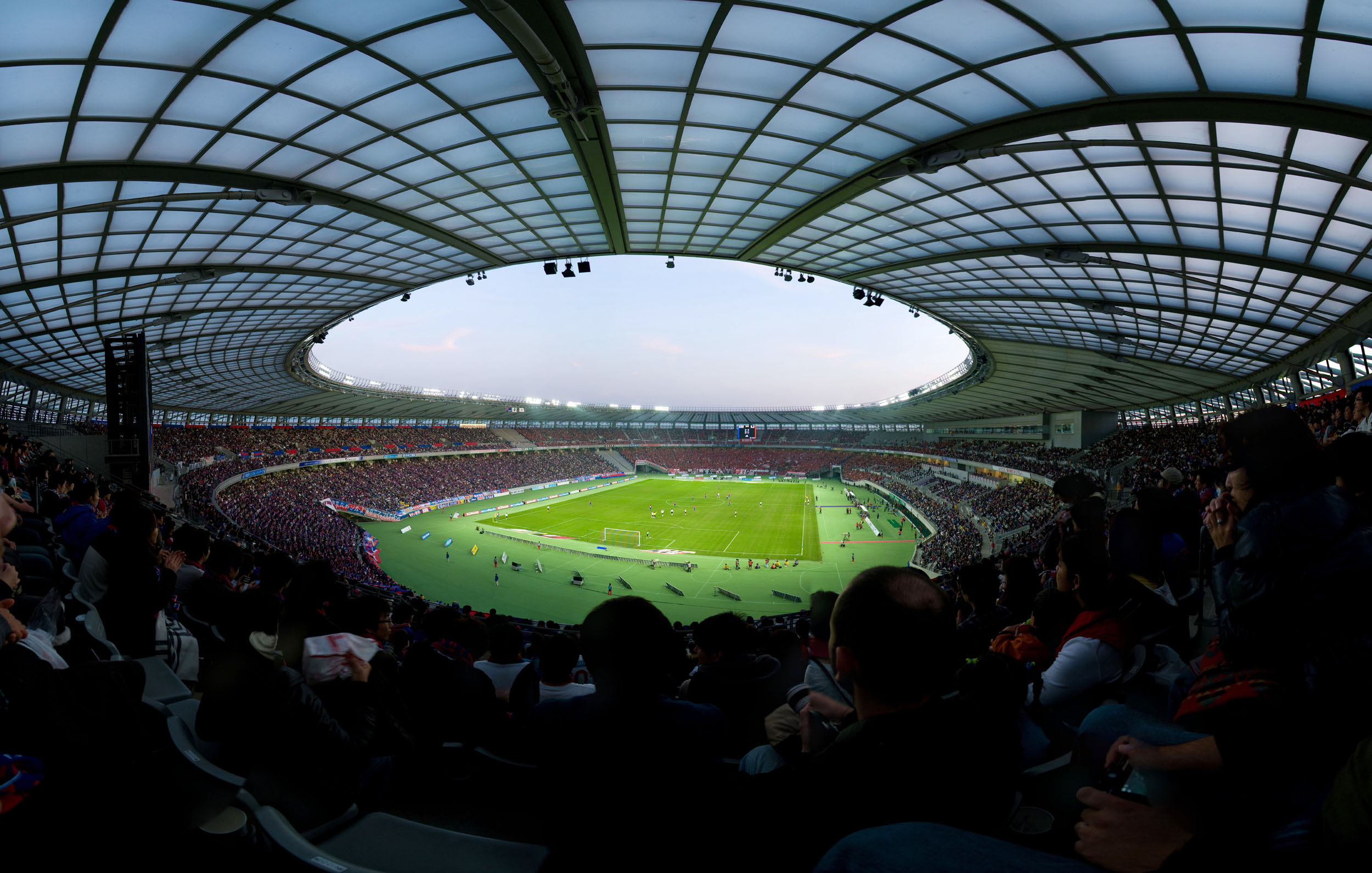
东京体育场為东京足球俱乐部的主場館

日本自古以來即重視各種武術，相撲是日本的傳統運動，在《古事記》和《日本書紀》中已有記載，且有「國技」之稱。現在日本每年舉行6次大相撲競賽；相撲運動員被稱為「力士」，其中等級最高者為「橫綱」。此外柔道、空手道、劍道和弓道也是日本的傳統體育項目，擁有很高的地位。空手道是日本传统格斗术结合琉球武术唐手而形成的，起源于日本武道和其琉球地区的唐手。唐手是中国武术传入琉球，结合当地武术琉球手发展而成的，而日本本土人又将九州、本州的摔、投等格斗技与唐手相结合，最终形成空手道。二战之后通过美军宣传而在全世界广泛传播。空手道当中包含踢、打、摔、拿、投、锁、绞、逆技、点穴等多种技术，一些流派中还练习武器术。柔道、空手道甚至影響不少外國武術，如韓國的跆拳道受空手道部份影響，柔道則影響巴西柔術和俄羅斯擒拿術。
明治維新後，西方體育運動透過教育系統進入日本并普及，其中以棒球最為發達盛行，始于1936年的日本職業棒球聯賽孕育王貞治、長島茂雄、鈴木一朗等棒球巨星，在日本享有“國球”地位。除了職業棒球之外，由高中生參加的選拔高等學校野球大會（春季甲子園大賽）與全國高等學校野球選手權大會（夏季甲子園大賽）也頗負盛名，全國超過4000所高中當中只有獲得各地區冠軍的49所學校能夠突圍而出，在兩周的比賽中決出冠軍，因此在甲子園登場代表高中生的“終極榮耀”，甲子園亦被視為日本體育乃至日本精神的一種象徵。
日本的職業足球聯賽成立于1992年，平均每年有30萬人次入場觀賽，而日本也在2002年與韓國共同舉辦韓日世界盃。日本國家足球隊是亞洲實力最強的足球隊之一，總計贏得4次亞洲盃，並連續6屆殺入世界盃決賽周，水平與歐洲次級國家看齊；日本國家女子足球隊也在2011年女足世界杯决赛取得冠军，成为首支赢得女足世界冠军的亚洲球队。時至今日，西方的高爾夫球、網球、滑雪等運動在日本也頗為流行。

### 媒體

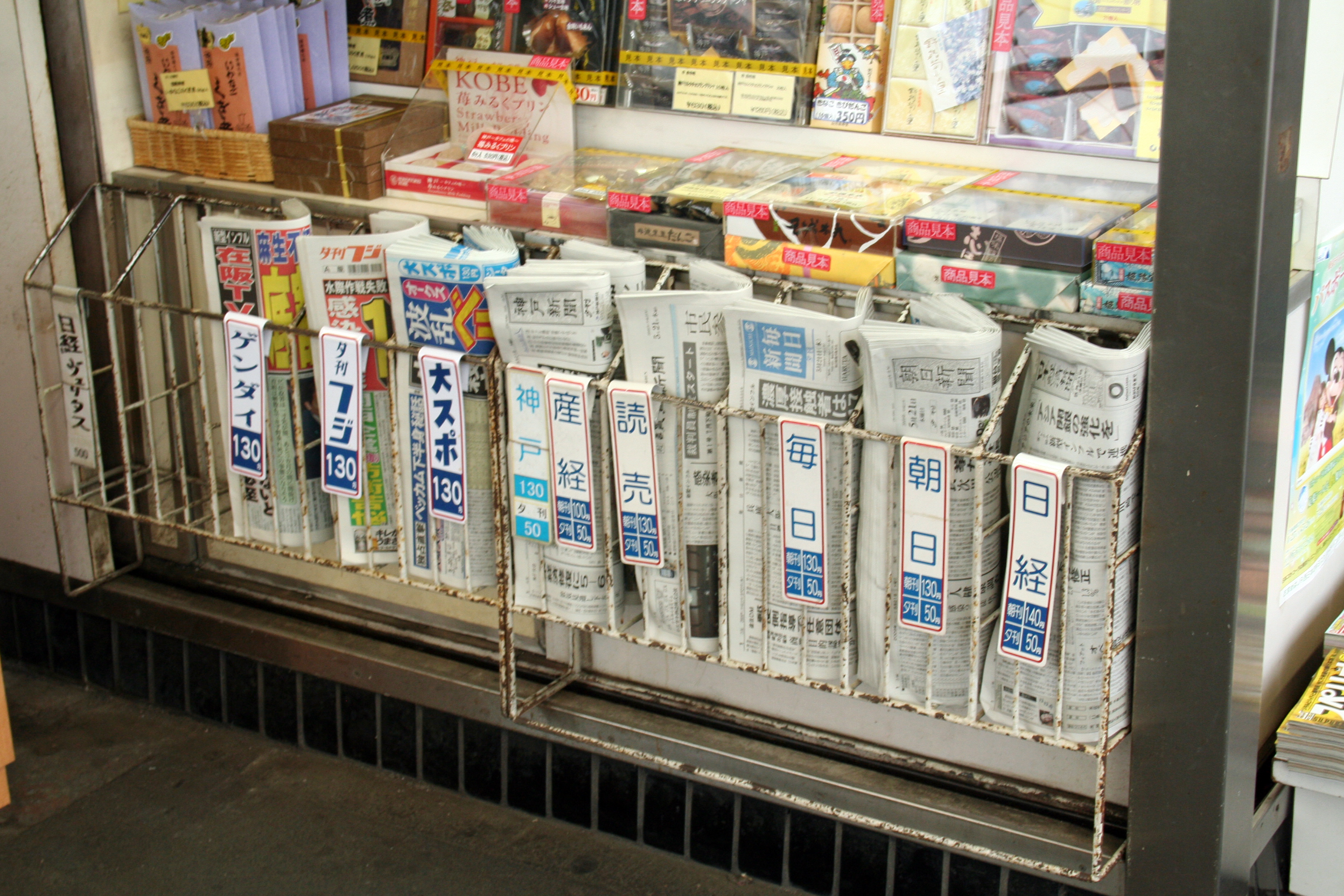
日本有五家全國性報紙：（左起）產經、讀賣、每日、朝日、日經

日本是世界第一報業大國，報紙在日常生活中擁有很高的地位，世界上仅有的兩份日發行量超過一千萬份的報紙《讀賣新聞》與《朝日新聞》皆為日本報紙。現在日本共有五家全國性報紙，分別是《讀賣新聞》《朝日新聞》《每日新聞》《日本經濟新聞》和《產經新聞》。地方報也有相當實力，其中以《中日新聞》發行量最大。
日本家庭的電視滲透率達99.7%。由于法令限制，能覆蓋日本全國的電視台只有屬於公共媒體的日本放送協會（NHK），而五間最主要的商業媒體則包括日本電視台、朝日電視台、TBS電視台、東京電視台和富士電視台，形成公營及民營媒體并存的「1+5」雙元結構。五大民營電視台稱為核心局，各核心局在日本全國各地出資或協助成立地方電視台，各自實行本地播放與獨立編制。除了新聞報導和少數特別節目外，日本大多數電視節目均以「製播分離」的方式經節目製作公司統一製作節目，再由核心局透過電視聯播網與地方電視台進行共享播放。日本放送協會定期向居民以及商戶徵收電視費，因此日本基本上沒有免費電視台。
日本是亞洲首個完成電視數碼化的國家。日本大部分地區的電視台已經於2011年7月24日由模擬電視制式轉換為數碼電視，受東日本大震災影響的岩手縣、宮城縣和福島縣的地方電視台亦於2012年3月31日終止模擬廣播，象徵日本正式邁入電視數碼化時代。

## 文化

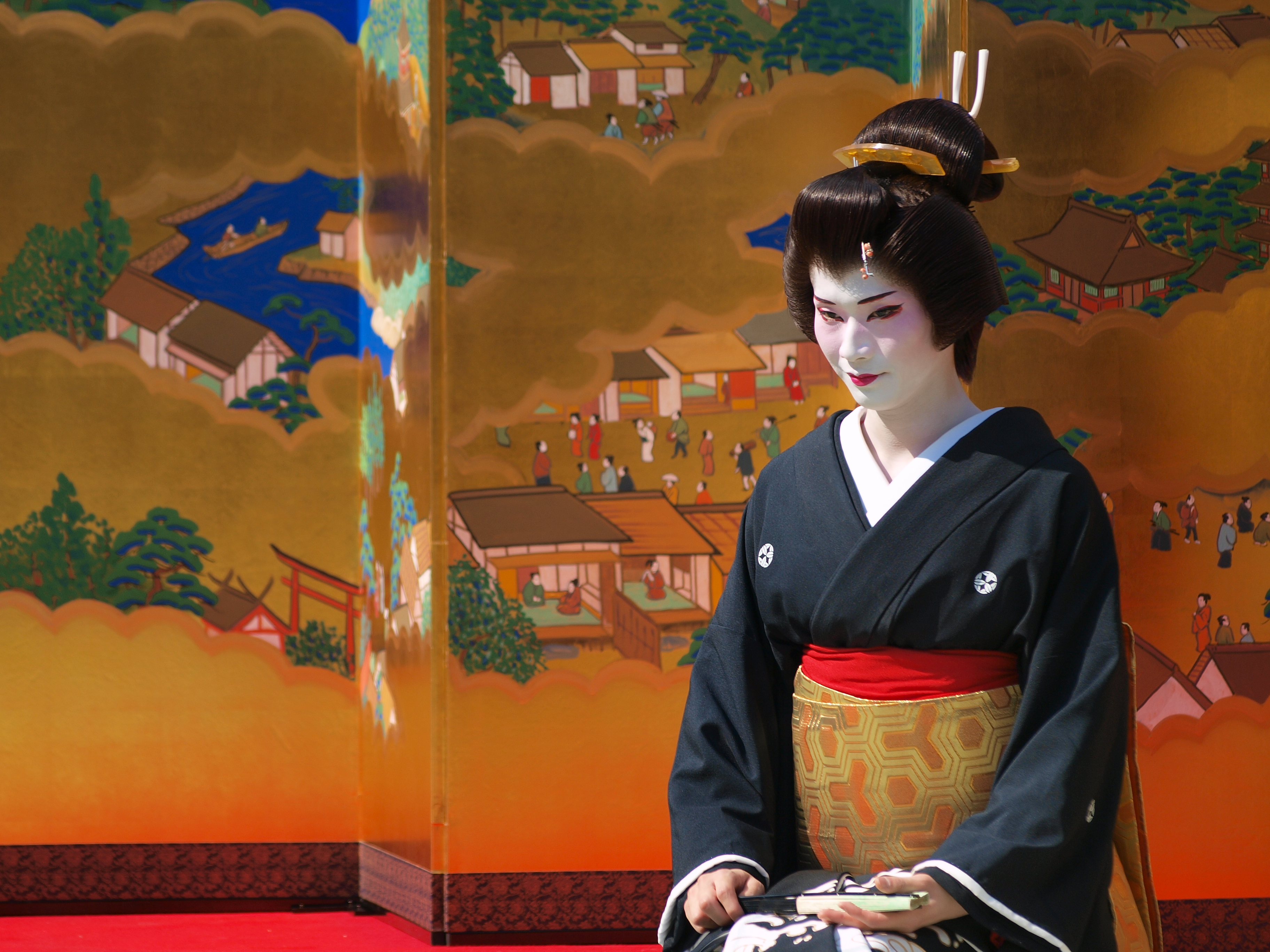
当代日本艺妓社会地位高，且已形成一种具代表性的传统文化

日本為一島國，地處東亞大陸的東北面，與朝鮮半島、中國東北地區及西伯利亞隔着日本海對望，特殊的地理位置使其文化一直與東亞大陸文化保持着自身獨特性。日本一方面不斷吸收外來文化，另一方面亦有自身的特色。自公元4世紀到9世紀，就有渡來人帶來東亞文化。往后日本的遣隋使和遣唐使為日本帶來了漢傳佛教文化，如花道、茶道和香道都是伴隨著漢傳佛教傳到日本的，是日本傳統藝術的重要一環，並稱為日本的「雅道」。隨後到10世紀左右，日本與東亞大陸的交流變少，開始發展具有獨自特色的國風文化，京都成為日本的文化中心。16世紀中葉，歐陸文化傳到日本，後來因貿易保護政策和基督教禁令，使歐陸文化在日本的傳播停滯。直至19世紀，日本才在美國的外交壓力下签署日美神奈川条约（日美和親条約），开放了下田及箱馆两港口通商，歐陸文化在日本才得以重新復興，後來更成為日本文化的重要一員。
明治维新時期，日本實施多項現代化改革，在掌握當時先進國家的學術及文化的同時，全國亦在進行大規模工業化和都市化，使國力大幅攀升。伴随着經濟好景，日本文化生態亦有所起色，有大批傑出的文學作家及藝術家的出现。大正時期經濟景氣，這段時期日本引進了美國不少流行文化，如音樂、電影等。1920年代以後，日本法西斯政體确立，對外來文化實施嚴格的限制。戰後，同盟國在日本實行民主化，放寬了日本對外來文化的限制，維持了其多元性。近年來日本的文化邁向國際化，動漫和電子遊戲在海外擁有很大的影響力。日本目前共有17項世界遺產，其中13項是文化遺產、4項是自然遺產。日本與英國和美國一同被譽為「世界文化大國」。

### 文學

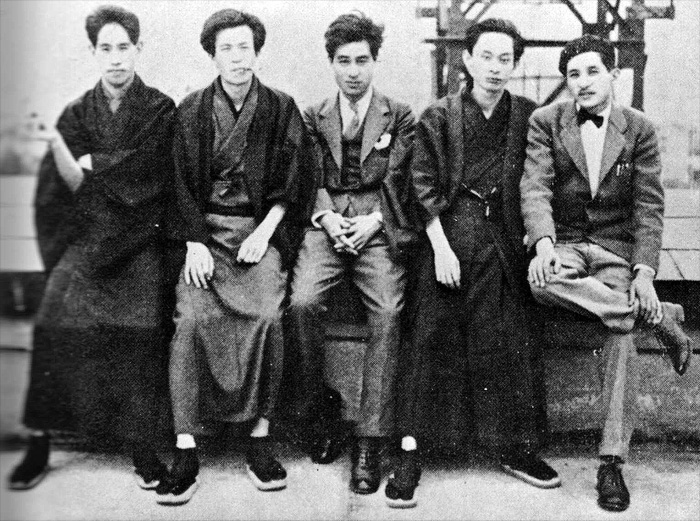
1929年的《文藝時代》編採部，右二為後來的諾貝爾文學獎得主川端康成

日本最早的典籍，如古事記和日本書紀等都是采用漢字書寫，直到平安時代才出現日本特有的仿汉字草书和部首的假名文字。紫式部的著作《源氏物語》是世界上第一部長篇小說，织入近八百首和歌抒情、状物，使歌与文融为一体，行文典雅，被誉为日本物语文学的高峰之作。和歌是日本特有、以假名寫作的一種詩歌，通常由5韻、31個假名組成，形式短小、精炼，意蕴含蓄而悠远，追求表现禅的审美理想和美的境界，《萬葉集》是日本現存最早的詩歌總集，享有「日本詩經」的美譽，詩集共二十卷，收錄詩歌四千五百餘首。俳句也是日本獨特的一種文學體裁，使用簡約的文字抒發豐富情感，並喚起更多的聯想，有「俳聖」之稱的知名俳人松尾芭蕉所寫的《奧之細道》記載他自江戶城到岐阜縣的旅程所見所聞及沿途景色，被視為日本文學史上的經典作品。明治以後，日本文學受西方影響，出現夏目漱石、泉鏡花、與謝野晶子、國木田獨步、森鷗外、芥川龙之介、谷崎潤一郎、三岛由纪夫、江戶川亂步、宮澤賢治、樋口一葉、太宰治、司馬遼太郎，以及有「雙村上」之稱的村上春樹及村上龍等知名作家。
日本有兩位諾貝爾文學獎得主，分別是川端康成（1968年）和大江健三郎（1994年）。

### 艺术

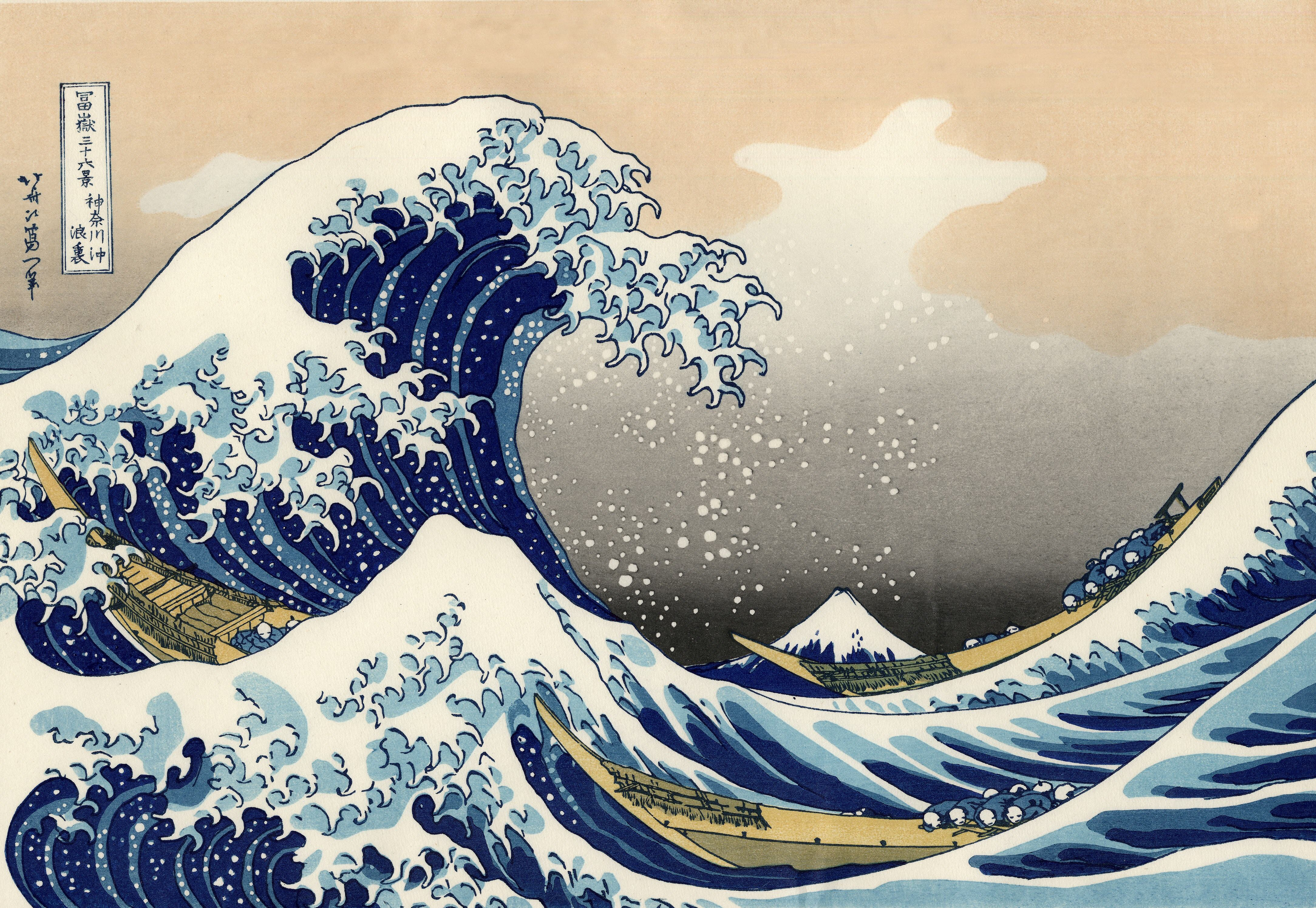
葛飾北齋的浮世繪作品，《冨嶽三十六景》之一的「神奈川沖浪裏」

日本繪畫有單色畫和雙色畫之分，而浮世繪是日本畫中最廣為人知的一種。浮世繪是江戶時代以江戶為中心發展的版畫藝術，初期的浮世繪多為多色印刷木版畫，直到18世紀中葉以後才發展到精緻的多色套印。江戶末期，日本人對西方世界的興趣上升，描寫外國人日常生活的浮世繪數量急升。當時交通和通訊均不發達，浮世繪還發揮向各個地方傳遞資訊的作用：歌舞伎演員去世、自然災害、犯罪等社會新聞都成為浮世繪的創作題材，描繪大名鼎鼎的武士、怪談裏的幽靈和妖怪的浮世繪也十分受歡迎。浮世繪對西方的印象派藝術產生不少影響，江戶時期的畫作是目前各國收藏者的熱門。
日本漆器工藝在世界享負盛名，漆器的英語別稱就來自日本的英文國名。日本漆器的特色是以金銀作為裝飾花紋，即所謂的「蒔繪」，以金、銀屑嵌貼於漆液中，乾後推光處理，表現出極盡華貴的金銀色澤，有時並以螺鈿、銀絲、沈金嵌出花紋花鳥草蟲或吉祥圖案，具有極高的藝術價值。日本的现代漆器内容丰富多彩，表现手法创新，融入不少抽象的艺术技法，也能夠反映日本人精致细腻的民族特点。漆器在日本由建筑装饰到家具和餐具都經常使用得到，其工藝技術也廣泛用于陶瓷、液晶电视面板和电源开关等不同的領域上，在日本人的生活中佔有很重要的地位。日本較有名的漆器包括越前漆器、木曾漆器、輪島涂和镰仓彫等。
日本傳統的表演藝術有歌舞伎、能劇、狂言、文樂、漫才、落語等，當中歌舞伎起源於战国时代末期，擁有悠久的歷史，是聯合國非物質文化遺產之一，內容多關於歷史事件和戀愛關係的道德衝突，其特色在於演員只有喬扮女裝的男性，在演出時扮演小姐、姑娘等年輕女性，連聲音、姿態、感情也必須女性化，是日本最受歡迎的舞台藝術之一，也比能劇更大眾化。同樣為世界非物質文化遺產的文樂是一種木偶戲，又名「人形淨琉璃」，在1684年發祥於大阪道頓堀，並曾在18世紀掀起熱潮，受歡迎程度一度壓過歌舞伎。文樂的表演內容是以描寫嚴肅的內心故事為中心而發展出的長篇戲劇，有些作品需花費一整天上演。文樂的特別之處在於世界上大部份木偶劇都會隱藏操縱木偶的人，但在文樂中操縱木偶的人可以光明正大地出現在觀眾面前。

### 影視

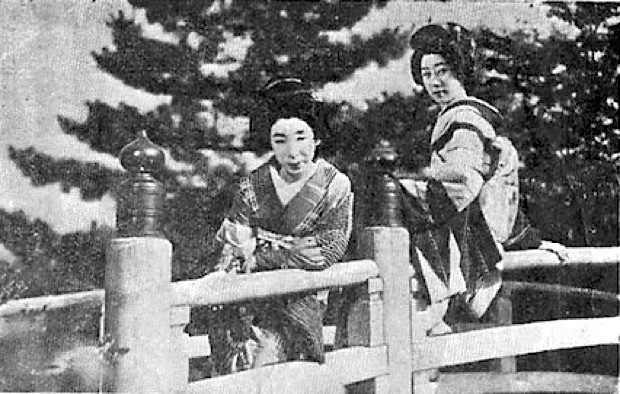
1936年電影《祇園姊妹》的一幕

1939年，日本首次對外播出電視訊號、並於1950年代成立各種電視台。是世界最早播出電視的國家。日本主要的電視收視系統為無線電視，收費電視系統則是以WOWOW和Sky PerfecTV! 為代表的衛星電視較為普及，各大無線台也有自己的衛星電視頻道。日本的無線電視以6大電視網為首，部分地區尚有不屬於6大電視網的獨立電視台。根據2015年NHK的調查發現，79%的日本人每天都會收看電視。日本電視劇在日本國內外皆有相當數量的觀眾。
日本電影已經有超過一百年以上的歷史，是世界上最歷史最悠久且最龐大的電影產業。著名的作品有黑澤明的《羅生門》、本多豬四郎的《哥吉拉》等。自千禧年後電視台也開始投資電影行業，走出了日本電視劇──劇場版模式，現時日本電影界多數電影都是由電視台和電影公司聯合製作發行，由電影公司單獨發行的影片已經越來越少，電視台已經構成日本電影界的核心力量。

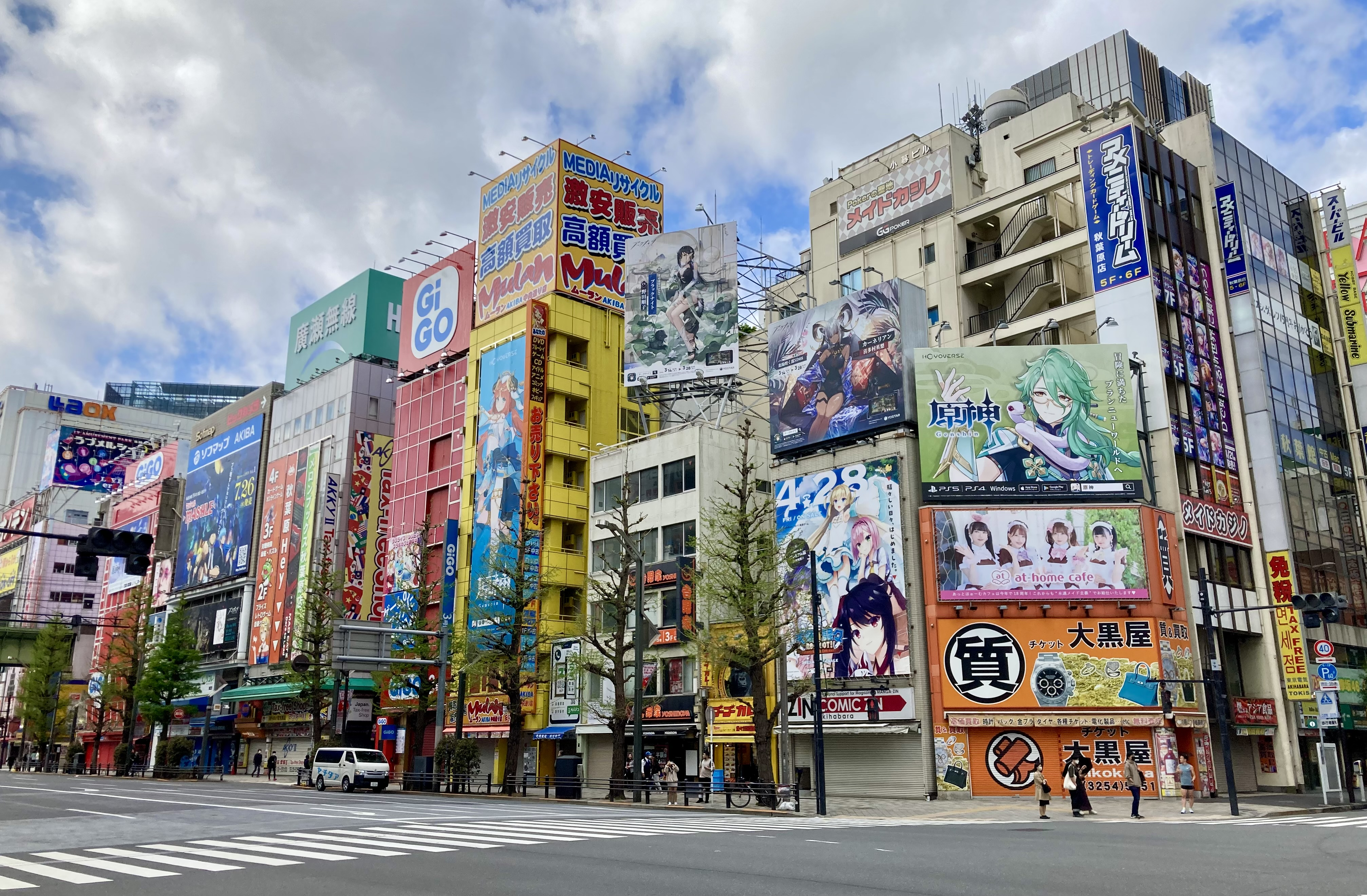
2023年的秋葉原

近代日本漫畫源於18世紀，其於1950年代成為日本出版業的主流、並在1970年代輸出海外。日本部份最暢銷的漫畫系列甚至可與美国漫畫匹敵。日本動畫最早始於1917年、於1980年代漸為社會接受、並於1990年代-2000年代在受到海外觀眾的關注。2001年，動畫片佔據日本電影市場的7%收入、動畫DVD佔近七成的日本DVD銷量:17。日本的動漫文化，也創造不少獨特的名詞，例如熱衷及博精於ACG的「御宅族」:211:195。

### 音乐

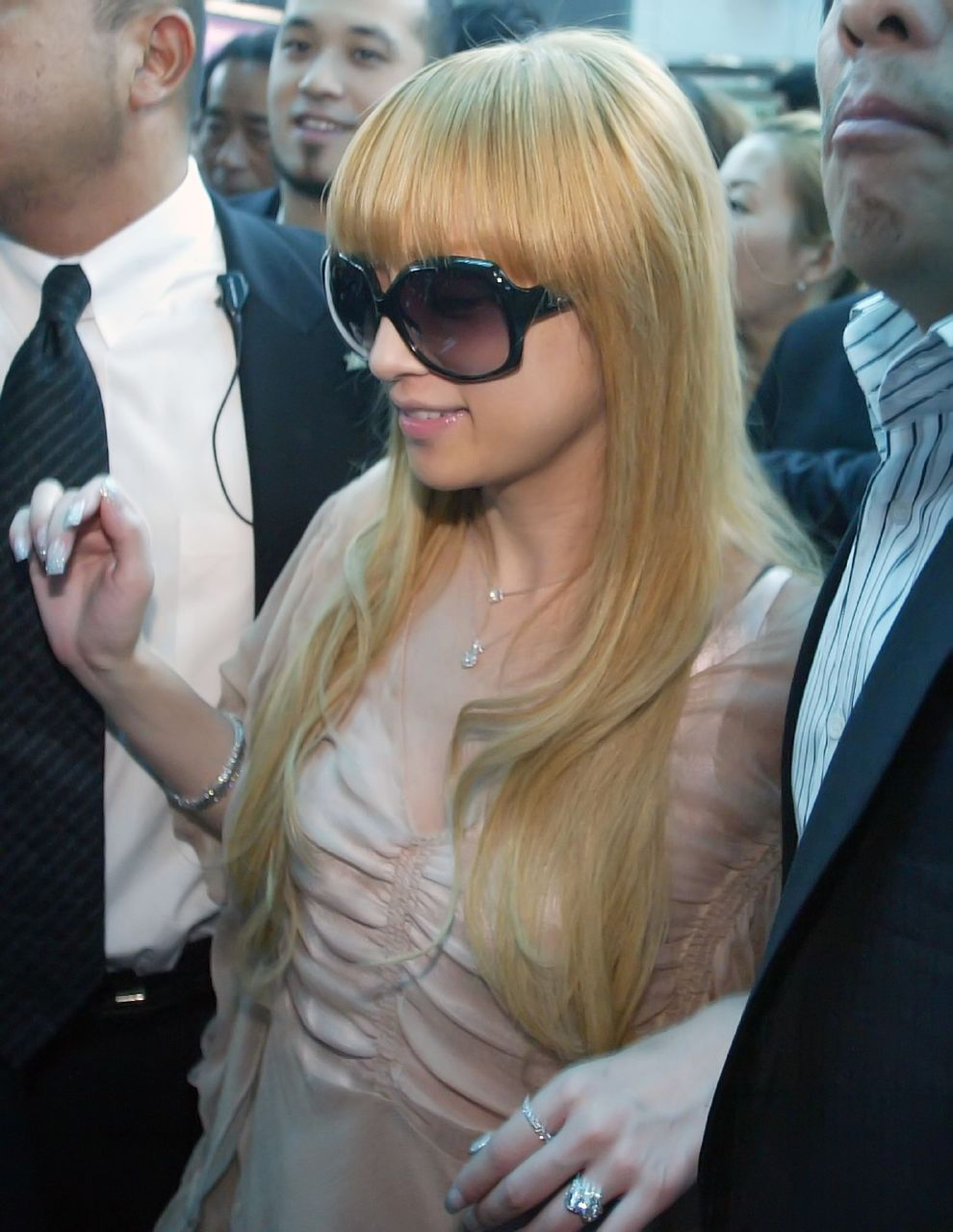
滨崎步，日本史上销量最高个人歌手（超过4800万）

日本的傳統音樂被稱為邦樂，包括雅樂、聲明、神樂、演歌等。邦樂的演奏樂器種類繁多如三味線、尺八、能管（橫笛）、箏、笙、和太鼓等，琵琶由中國傳入日本後，也發展出不同的形式。十九世紀末期，西方音樂進入日本，給日本音樂帶來很大的影響，昭和後期開始產生融合西方元素與日本特色的卡拉OK和J-POP（日本流行音樂）。
現代日本流行音樂基本上從日本傳統音樂演變而成，最早可以追溯到1960年代。當時西方搖滾音樂類型開始興起，披頭四和海灘男孩等組合對日本流行音樂產生影響。1970年代晚期，日本新浪潮開始改變日本流行音樂走向，最終在1980年代末，J-POP取代歌謠曲成為日本流行音樂的主流。2000年代初，宇多田光、滨崎步、倉木麻衣三人的出道取得相當成績、席捲亞洲歌壇。華語圈稱三人為「平成三大歌姬」。2010年代，以嵐和AKB48為首的偶像團體，在日本音樂界獲得成功。不同團體間的激烈競爭盛況，也使這段期間被形容為「戰國時代」。隨著電腦網路技術發展，除VOCALOID和初音未來等虛擬歌手應運而生外，日本流行音樂也開始朝向網路發展。2018年，串流平台收入佔日本市場總收入過半數。日本動畫音樂在動畫產業影響下，也在日本流行音樂佔有一席之地。除了在日本全國性的Oricon公信榜長期榜上有名外，日本規模最大的動畫音樂會「Animelo Summer Live」入場人次，2015年高達八萬一千人。水樹奈奈和宮野真守等動畫聲優也曾獲得排行榜冠軍2014年，著名音樂節目《MUSIC STATION》公佈的「十大最受歡迎歌曲」中，有六首來自《LoveLive!》、《歌之王子殿下》、《偶像大師》等動畫作品歌曲。
截至2011年，日本是世界第一大實體音樂市場，市場年產值達31億美元，佔世界市場30%，而包括數位販售在內的總唱片市場年產值也達到41億美元，佔世界市場之25%，僅次於美國排名第二。

### 饮食

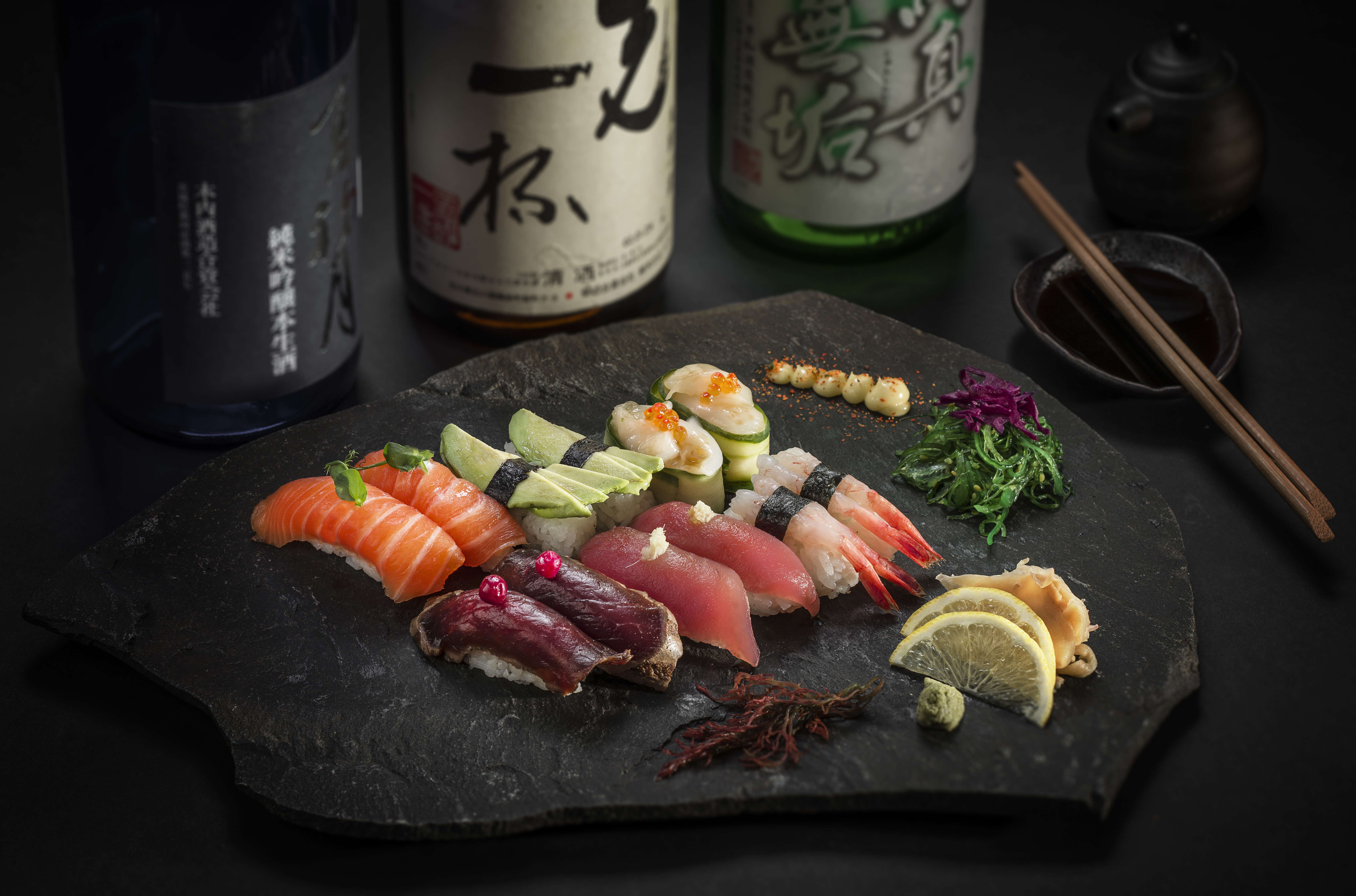
寿司

日本料理，又稱和食，以强调食物的季节性、食材的质量和表现力而闻名，並在2013年被聯合國教科文組織以「和食—日本人的傳統飲食文化」的名稱列為世界非物質文化遺產。
传统的日本料理主食是米饭與汤，再配上其他菜肴，例如鱼，肉，蔬菜，酱菜等。料理的名称则是用这些菜肴的数目来命名。最常见的料理組合為一汁三菜：即汤，米饭、一碟主菜和兩碟副菜。當中这三碟菜通常是一碟生鱼片，一碟烤菜，和一碟水煮菜，有的则是蒸菜，炸菜，醋菜，或是淋上酱料的菜，另外附上绿茶和梅乾等醬菜。隨著時代變化，更簡單的一汁一菜也開始流行。
據日本食品餐廳海外推廣機構歸納指出，日本料理的代表性食物包括壽司、天婦羅、壽喜燒、涮涮鍋、味噌湯、烏龍麵、荞麦面、吉列豬排等。咖喱从英属印度传入日本后，被广泛食用，并在适应本土化过程中发展为日式咖喱，在日本堪称與壽司和拉麵相稱的国菜。傳統日式甜點則被稱為和菓子。其於江戶時代開始流行，以甘甜適中、適於配茶、以及漂亮的外觀而受到歡迎；主要原料為米、豆、米穀粉、麵粉、砂糖、寒天、葛粉、栗、芋類、柿子、梅子、芝麻、抹茶、雞蛋等。日本流行的饮料包括日本酒，是一种由大米酿造的饮料，酒精含量一般为14-17%，由大米多次发酵而成。17世纪末，日本开始酿造啤酒。

### 节日与假日
从官方角度来看，日本共有16个受到政府认可的全国性节假日。日本的公众假期遵循1948年颁布的《國民假日法》的相关规定。自2000年起，日本开始实行“快乐星期一制度”，即将部分国家节假日调整至周一，以便民众能够享受更长的周末时光。日本的全国性节假日包括：1月1日的新年、1月第二个星期一的成人之日、2月11日的建国纪念日、2月23日的天皇诞生日（随今上天皇的变化而变化）、3月20日或21日的春分之日、4月29日的昭和之日、5月3日的宪法纪念日、5月4日的绿之日、5月5日的儿童之日、7月第三个星期一的海之日、8月11日的山之日、9月第三个星期一的敬老之日、9月23日或24日的秋分之日、10月第二个星期一的体育之日、11月3日的文化之日，以及11月23日的勤劳感谢之日。除此之外，日本还有其他许多无假期的特有传统节日，如初午，各地亦有地方性节日与庆典。

## 延伸閱讀
[在维基数据编辑]
 《欽定古今圖書集成·方輿彙編·邊裔典·日本部》，出自陈梦雷《古今圖書集成》
 《舊唐書/卷199上》，出自刘昫《舊唐書》
 《新唐書·卷220》，出自《新唐書》
 《宋史·卷491》，出自脱脱《宋史》
 《元史·卷208》，出自宋濂《元史》
 《明史卷三百二十二》，出自《明史》
 《新元史/卷250》，出自柯劭忞《新元史》
 《清史稿/卷158》，出自趙爾巽《清史稿》

## 外部連結
日本政府
- JapanGov（日本政府官方数字门户） （页面存档备份，存于）
- 内閣府（页面存档备份，存于）
- 宮内廳（页面存档备份，存于）
- 總務省統計局（页面存档备份，存于）
- 外務省（页面存档备份，存于）
- 眾議院（页面存档备份，存于）
- 國會圖書館（页面存档备份，存于）

媒體
- NHK（页面存档备份，存于）
- 共同社（页面存档备份，存于）
- 讀賣新聞（页面存档备份，存于）
- 產經新聞（页面存档备份，存于）
- The Japan Times（页面存档备份，存于）
- 中日之窗（页面存档备份，存于）

觀光
- 日本国家旅游局（页面存档备份，存于）
- 在日旅行（页面存档备份，存于）
- 日本旅游（页面存档备份，存于）

其他
- 維基媒體的日本地圖集
- 美國中央情報局《世界概況》：「日本」（页面存档备份，存于）（英文）
- 《大英百科全書》日本專題（页面存档备份，存于）（英文）
- 日本政府的作品  - 古騰堡計劃，包括1889年《大日本帝国宪法》和1946年《日本国宪法》